# Танкетка

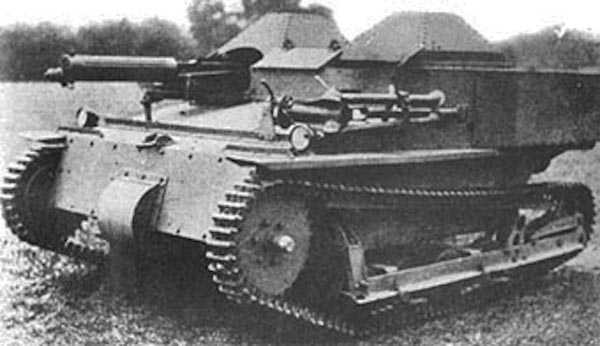
Британская танкетка Carden-Loyd Mk.IV

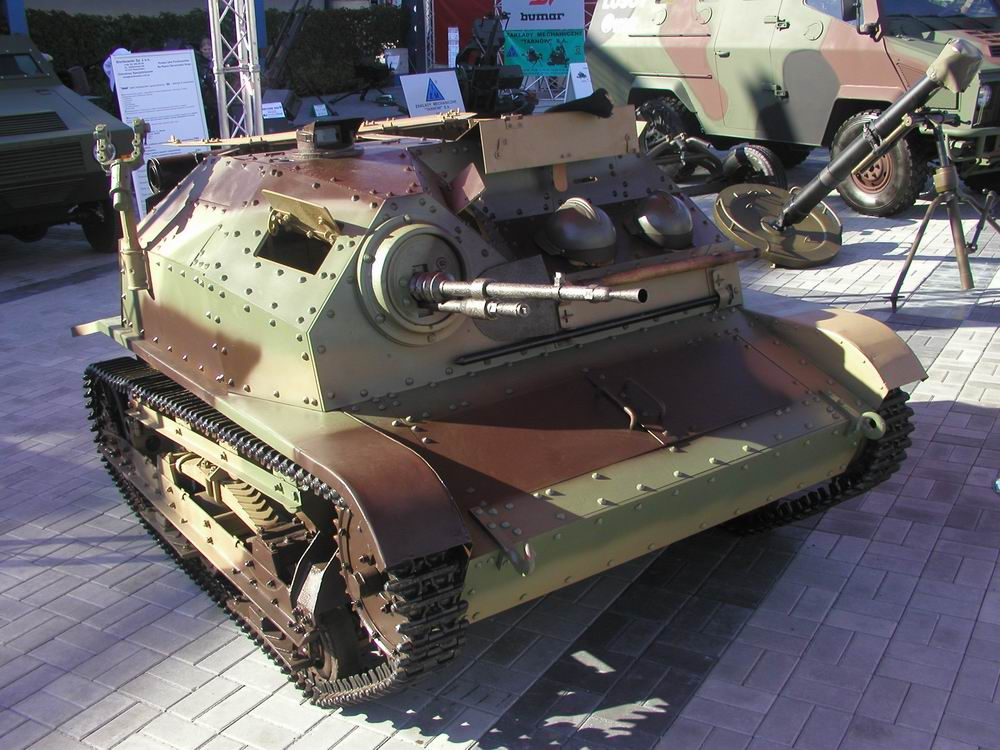
Польская танкетка TKS

Танке́тка — лёгкая боевая одно- или двухместная броневая машина 1920-30-х годов на гусеничном ходу, массой до 4 тонн, предназначавшаяся для подразделений моторизованной пехоты вооружённых сил, к повышению тактической подвижности пехоты — обеспечению непрерывной поддержки её движения огнём, путём быстрого перехода станковых пулемётов во время боя, с одной огневой позиции на другую, а также и для снабжения боевыми припасами во время боя.
В некоторых случаях использовались, несмотря на большой недостаток — недостаточную огневую мощь, для задач разведки, боевого охранения и связи (например, Т-27).

## Терминология
Название происходит от английского выражения tankettе, то есть боевой машины, созданной в форме миниатюрного танка. В советской и российской литературе танкетка — отдельный тип боевой машины (отсюда и название — танкетка, что-то меньшее, чем танк), хотя некоторые под танкеткой зачастую понимают малый разведывательный безбашенный танк, в то время как в западной литературе танкетками часто считаются и башенные малые танки, значительное количество которых имелось в японской армии во время Второй мировой войны.
В СССР, в 1934 году, называлась — гусеничный пулемётовоз.

## Характеристика
Броня танкеток защищала лишь от пуль стрелкового оружия и снарядных осколков, и в то же время легко пробивалась пулями противотанковых ружей и снарядами противотанковых пушек. Бронирование танкеток было удовлетворительным для конца 1920-х годов, но к середине 1930-х в армиях различных стран получили распространение малокалиберные противотанковые пушки, легко пробивавшие тонкую броню танкеток.

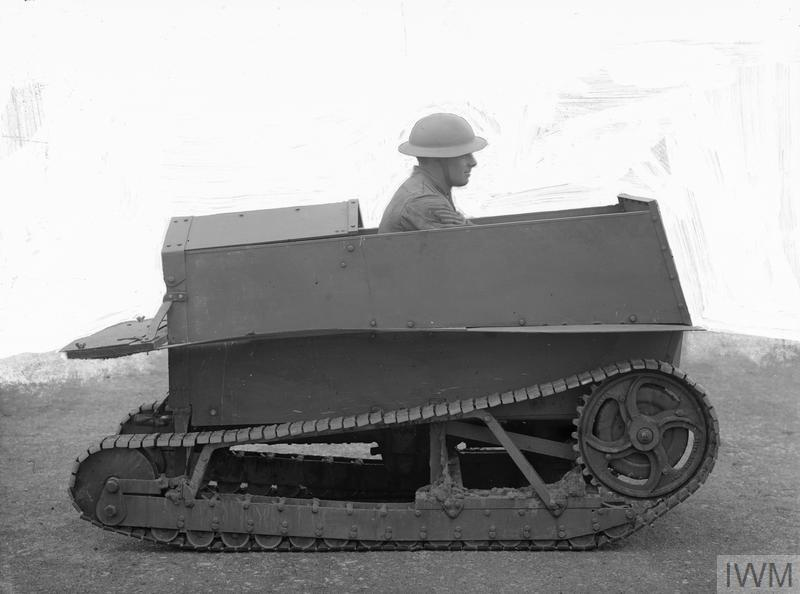
Одноместная танкетка Carden-Loyd

Вооружение большинства танкеток этого периода было также слишком слабым, численность экипажа недостаточной (1-2 человека), а условия существования — на пределе физиологических возможностей танкистов. Производство танкеток в большинстве армий прекратилось приблизительно к 1935 году, когда стало понятно, что они не могут выполнять роль полноценных танков из-за слабого бронирования и вооружения, а также отсутствия башни, что усложняло использование вооружения. Однако государства со слабой промышленностью и отсталым танкостроением, продолжали производить танкетки, вплоть до начала Второй мировой войны. Справедливость заката эпохи танкеток подтвердил также более поздний опыт их применения во время таких войн, как гражданская война в Испании и сентябрьская кампания 1939 года в Польше. Однако, благодаря своим малым размерам, танкетки оказались пригодными в качестве разведывательных машин, хотя их слабое бронирование делало их применение опасным для экипажа. Помимо этого, большинство танкеток продолжили службу будучи использованными в роли бронированных тягачей.

## История
С появлением танков возникла также и идея миниатюризации такой техники для создания техники пригодной к массовому производству на предприятиях, выпускающих автомобильную технику, с соответствующей экономией средств. Первые попытки создания танкеток были предприняты в Первую Мировую Войну, но учитывая относительную скоротечность конфликта, к успеху не привели. Форд M1918 (трехтонка) например хотя и должен был пойти в масштабное пройзводство был ограничен лишь малой серией и в боях поучаствовать не успел.

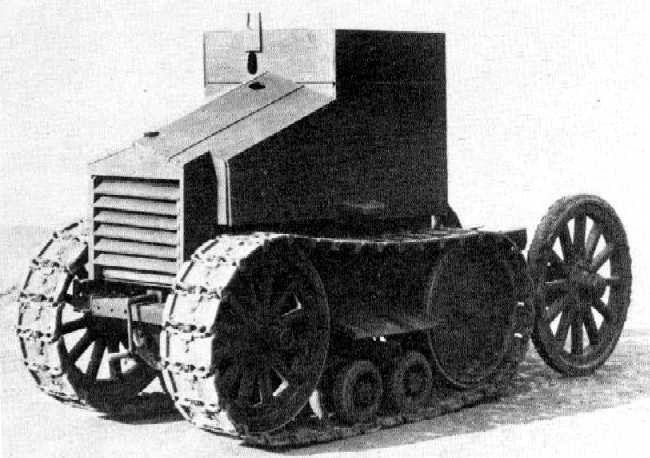
Прототип танкетки Мориса Мартеля. 1925.

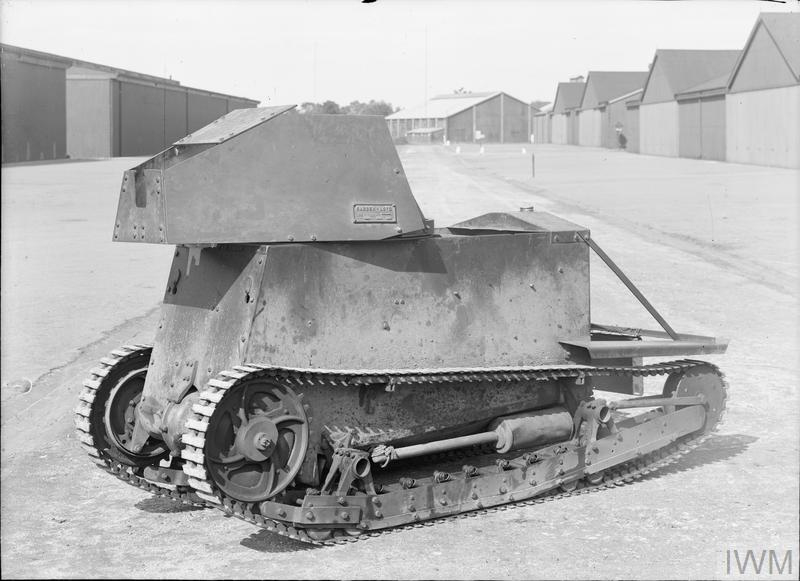
Танкетка Carden-Loyd Mk I

В начале 1920-х годов возникла идея одноместного танка, используемого в качестве бронированной машины поддержки пехоты. Майор Жиффар Мартель построил первые такие машины в своем гараже. Сэр Джон Карден и Вивиан Лойд подхватили эту идею и с 1927 года также строили небольшие танки в своей компании «Carden-Loyd-Tractors Ltd». Первоначально это были одноместные танки на колесно-гусеничном шасси (Mk.I). В ходе разработки они были преобразованы в двухместные танки, которые сначала были колесно-гусеничными, а затем и полностью гусеничными машинами. Компания Vickers-Armstrong, купившая вышеупомянутую CLT Ltd. строили и продавали эти машины по всему миру. Всего было построено около 450 машин серии Carden-Loyd в различных модификациях. Такая техника, хотя, очевидно, не идеальная для боевого применения, подкупала своей относительной дешевизной
Варианты Vickers-Carden-Loyd Mk.VI и VI b были наиболее совершенной формой этих танкеток, до 1935 года было построено 348 экземпляров. Из них 325 использовались только британской армией, в основном в качестве разведывательных машин.
Последняя версия, Carden-Loyd «Patrols», уже имела вращающуюся башню и являлась переходом к линейке башенных танкеток (которые в СССР выделяли в категорию малых танков) Vickers Light Tank.

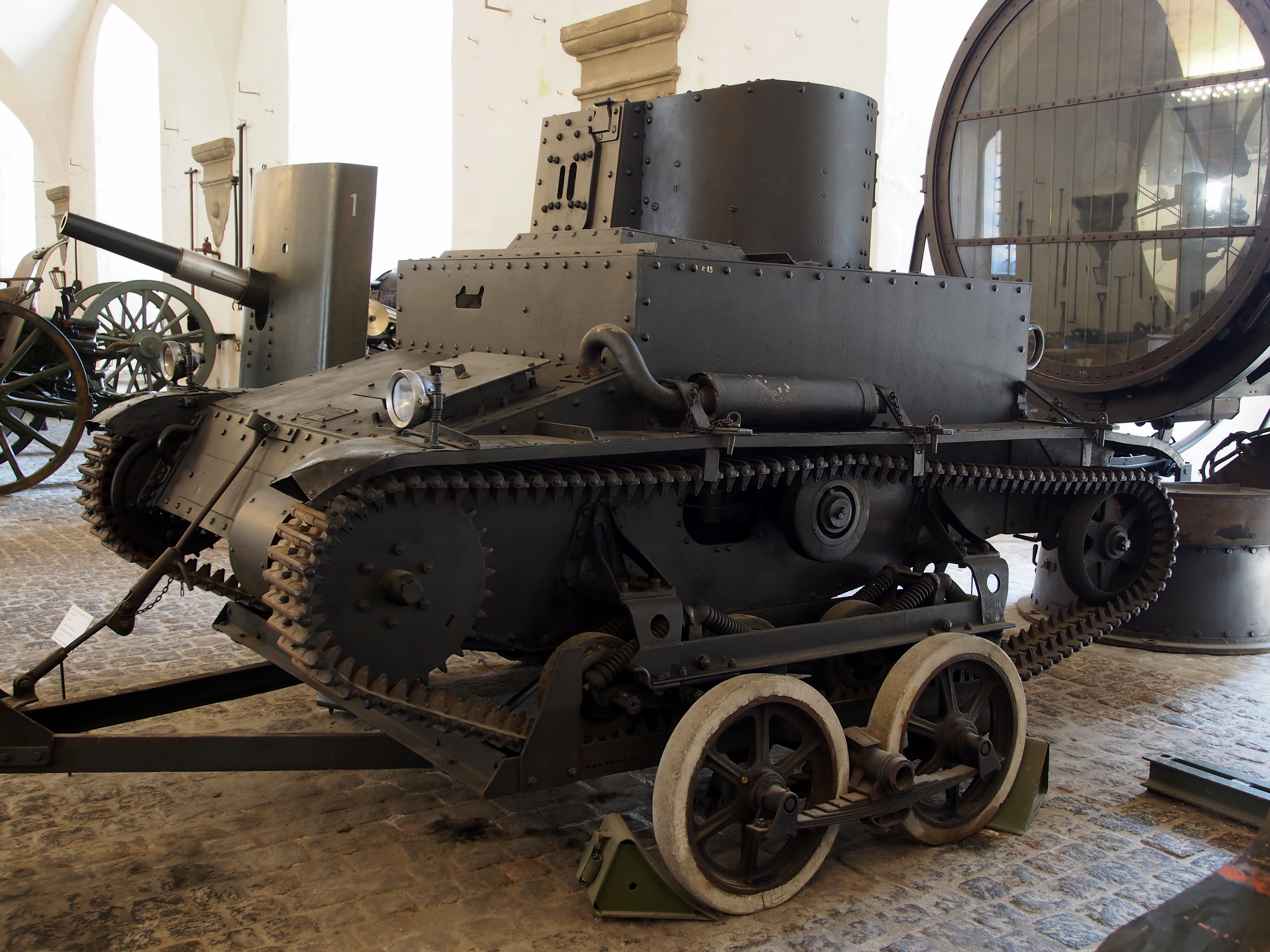
Экспериментальный танк Vickers Carden-Loyd (Масса ок. 2 тонн) в Датском королевском арсенале (Копенгаген)

Прототипом большинства европейских танкеток считается английская танкетка Carden-Loyd, и хотя в британской армии эти машины большого успеха не имели, на их базе был создан бронетранспортёр «Universal Carrier», который представлял собой удлинённую и перекомпонованную танкетку. Эти машины производились в больших количествах и зачастую применялись для тех же целей, что и танкетки.
Прогресс в конструировании вездеходов привёл к тому, что сейчас (2000- гг.) машины, занимающие «нишу» танкеток, — колёсные: проходимость не намного хуже гусеничной машины, зато проще в обслуживании. Исключением является германская машина «Wiesel» («ласка»), используемая в воздушно-десантных войсках ФРГ.

### Россия и СССР
В самом начале Первой мировой войны, в августе 1914 года, мастер Русско-Балтийского машиностроительного завода в Риге А. А. Пороховщиков обратился в ставку Верховного главнокомандования русской армии с предложением оригинального проекта быстроходной боевой гусеничной машины для движения по бездорожью — танкетки «Вездеход». Ввиду «наличия огромного количества насущных дел» Броневое отделение Авточасти ГВТУ рассмотрело этот проект только 20 сентября. Инженер-техник отделения Л. Е. Земмеринг указал на целый ряд недостатков. 
Ввиду того, что при движении по обычной дороге «Вездеход» перед обычным автомобилем не имеет никаких преимуществ, а наоборот, имеет только недостатки, как-то: отсутствие дифференциала, наличие одной ленты вместо двух и прочее, а при движении по рыхлой почве автомобиль вовсе не пойдет, ввиду наличия массы различных препятствий, вытекающих из несовершенства конструкции, неминуемого проскальзывания ленты по барабану и невозможности поворотов, Комиссия находит, что проект «Вездехода» конструктора А. А. Пороховщикова в его настоящем виде не заслуживает никакого внимания.

Таким образом, проект «Вездеход № 2» одобрения не получил, а все дальнейшие работы по русским танкам после революции были свёрнуты.

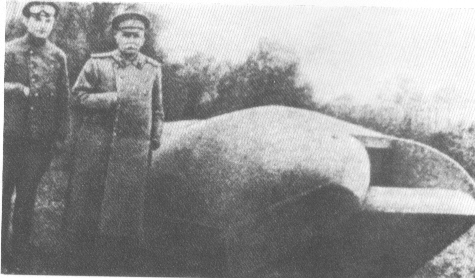
«Вездеход» Пороховщикова

САУ на базе Т-27

В Советской России первые проекты танкеток появились уже в 1919 году, когда были рассмотрены проекты «вездеходного бронированного пулемётовоза» инженера Максимова. Первый из них подразумевал создание вооружённой одним пулемётом одноместной танкетки массой 2,6 т с мотором мощностью 40 л. с. и с бронёй 8-10 мм. Максимальная скорость — 17 км/ч. Второй проект, известный под названием «щитоноска», был близок к первому, но отличался тем, что единственный член экипажа размещался полулёжа, что позволило резко уменьшить габариты и снизить вес до 2,25 т. Проекты реализованы не были.
В СССР их активно продвигал М. Н. Тухачевский, назначенный в 1931 году начальником вооружений Рабоче-Крестьянской Красной Армии (РККА). В 1930 году он добился создания учебного фильма «Танкетка» для пропаганды нового оружия, причём сценарий к фильму он написал сам. Создание танкеток было включено в перспективные планы создания бронетанкового вооружения. В соответствии с трёхлетней программой танкостроения, принятой 2 июня 1926 года, до 1930 года планировалось создать батальон (69 штук) танкеток («пулемёток сопровождения», по терминологии того времени). В 1926 году были начаты работы по проекту одноместной танкетки «Лилипут», но через некоторое время они были закрыты, поскольку машина требовала создания новой ходовой части и двигателя. 3 марта 1928 года состоялась защита нового проекта танкетки, получившей название Т-17. В ходовой части и трансмиссии были использованы узлы опытного танка сопровождения Т-16. Двигатель также представлял собой «половинку» двигателя Т-16, бронекорпус позаимствовали от «Лилипута». Было изготовлено 2 экспериментальных образца (первый — к осени 1929 года), испытанных в 1930 году. Танкетка имела массу 1,95 т, экипаж — 1 чел., броню — 7-16 мм, двигатель мощностью 18 л. с. и скорость 17 км/ч. Вооружение состояло из одного 6,5-миллиметрового пулемёта Фёдорова с боекомплектом 9000 патронов. По результатам испытаний от серийного производства Т-17 было решено отказаться, главным образом из-за наличия всего одного члена экипажа, который физически не мог выполнять в бою все необходимые функции.

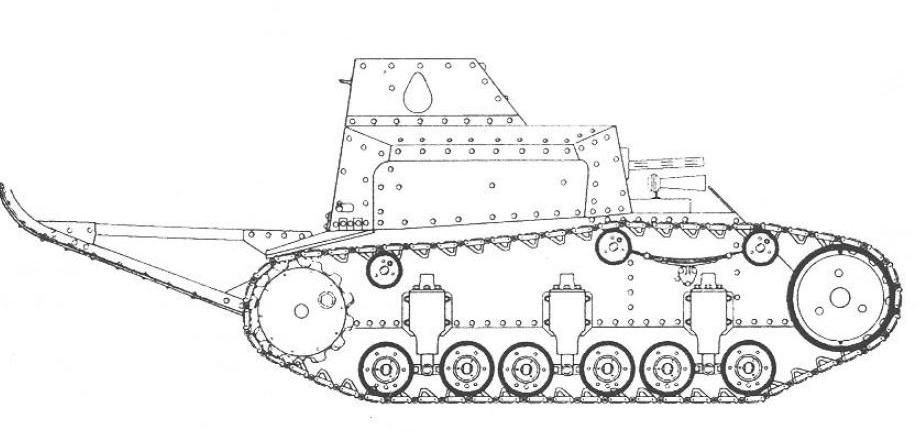
Танкетка Т-17

В 1929—1930 гг. появляется проект танкетки Т-21 (экипаж — 2 человека, броня — 13 мм). В конструкции использовались узлы танков Т-18 и Т-17. Проект был отклонён из-за недостаточной скорости. Примерно тогда же предлагаются проекты танкеток Т-22 и Т-23, классифицировавшихся как «большие танкетки сопровождения». Между собой они различались типом двигателя и размещением экипажа. После рассмотрения проектов для изготовления опытного образца был выбран Т-23 как наиболее дешёвый и реальный в постройке. В 1930 году был создан опытный образец, в процессе изготовления подвергнутый многим доработкам, изменившим его почти до неузнаваемости. Однако в серию и эта танкетка не пошла из-за высокой стоимости, сопоставимой со стоимостью танка сопровождения Т-18.
9 августа 1929 года были выдвинуты требования по разработке колёсно-гусеничной танкетки Т-25 весом не более 3,5 т., с двигателем 40—60 л. с. и скоростью 40 км/ч на гусеницах и 60 км/ч на колёсах. На создание машины был объявлен конкурс. В ноябре 1929 года из двух представленных проектов был выбран один, представлявший собой уменьшенный танк типа «Кристи», но с рядом изменений, в частности, с возможностью движения на плаву. Разработка проекта столкнулась с большими трудностями и была закрыта в 1932 году не доведённой до изготовления экспериментального образца по причине высокой стоимости.
В начале 1930 года Великобританию посетила комиссия под руководством начальника УММ Халепского и начальника инженерно-конструкторского бюро по танкам Гинзбурга. Комиссия имела целью ознакомление с передовыми образцами зарубежного танкостроения и, по возможности, их закупку. Комиссии была продемонстрирована танкетка Carden-Loyd Mk.IV. Комиссия решила закупить 20 шт. танкеток, техническую документацию и лицензию на производство в СССР. В августе 1930 года танкетка была показана представителям командования РККА (в том числе и Тухачевскому) и произвела хорошее впечатление. Было принято решение об организации её крупномасштабного производства.
С 1931 по 1933 год заводом № 37 (г. Москва) было изготовлено 3 328 единиц. В ходе 1941 года большая часть Т-27 была брошена в бой и — потеряна. Последние встречающиеся упоминания об их боевом применении — бои под Москвой (где Т-27 использовались и как танки поддержки пехоты, и как тягачи для противотанковых пушек) и в Крыму.
В 1940 году СССР вернулся к строительству танкеток. Это произошло после опыта войны с Финляндией, которая, очевидно, показала необходимость наличия такого типа техники. Война проходила в сложных условиях местности. Часто мероприятия проходили на льду замерзших водоемов. В то же время у противника почти не было бронетехники. В этой ситуации наличие «мобильных пулеметных гнезд», казалось, имело смысл. Объект получивший обозначение ППГ или Объект 216 был построен в марте 1940 года. По итогам последних военные усомнились в боевой ценности новой машины. Хотя низкий силуэт в принципе способствовал выживанию машины, её скорость и подвижность не позволяли в случае угрозы оперативно отступить — машина разгонялась лишь до 18 км/ч, пулемёты имели очень ограниченные углы обстрела, а длительное расположение экипажа в не самом комфортабельном положении отрицательно влияло на боеспособность машины. В итоге АБТУ РККА приняло решение свернуть работы над проектом, признав его бесперспективным.

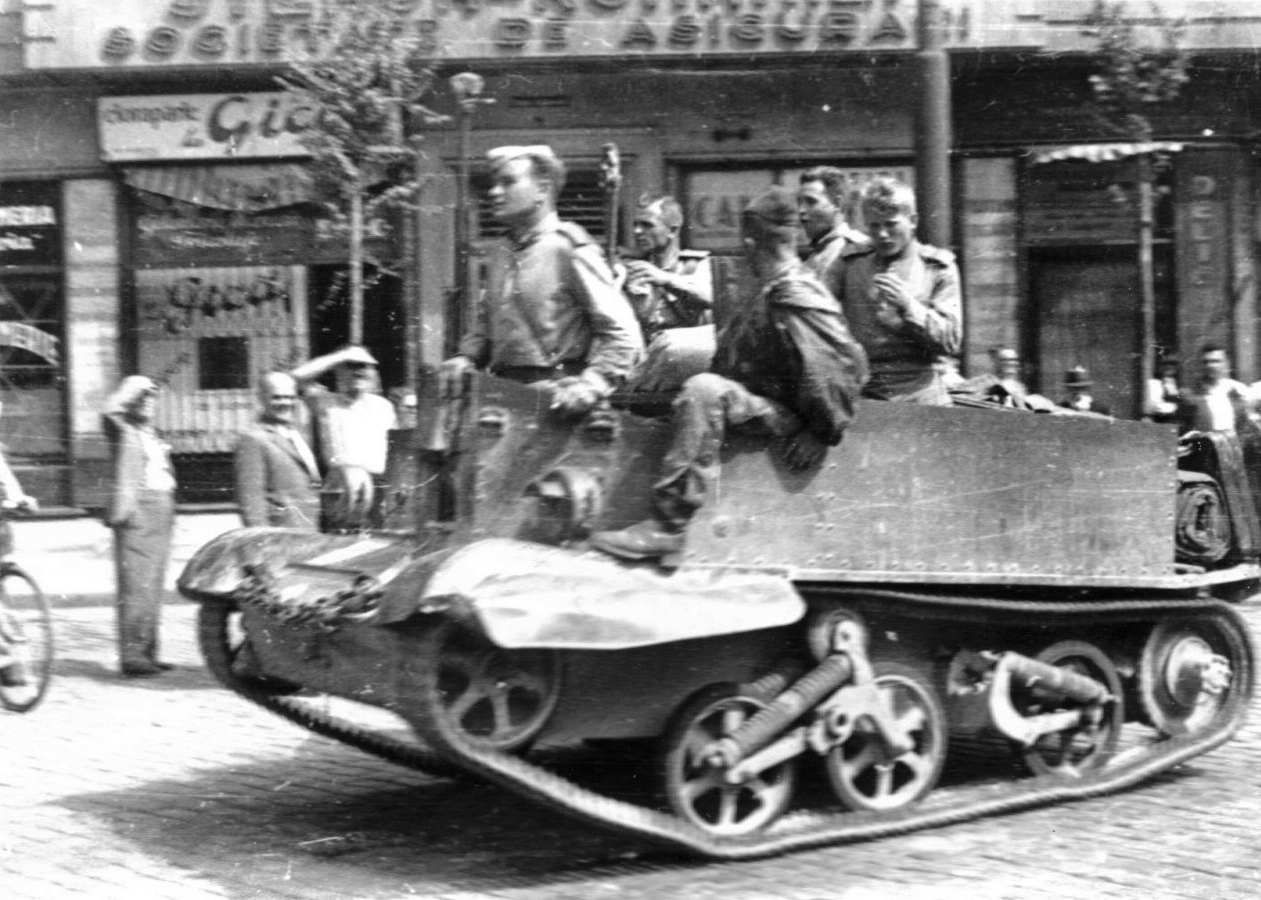
Солдаты Красной Армии в Бухаресте на британском 'Universal Carrier', поставленном по программе ленд-лиза.

Вопрос о возможности отправки в СССР партии танкеток «Bren Carrier» по программе ленд-лиза был вынесен на рассмотрение 29 сентября 1941 года, 1 октября 1941 года решение о поставке из Великобритании в СССР партии трёхтонных пулемётных танкеток (с пулемётами Брэн было утверждено (поставки Универсал Керриер" 2560 из них канадских 1348 (и американские Т16: 96)).
В декабре 1943 года ГАБТУ РККА приказало заменить вооружение на оставшихся в войсках Universal Carrier, в соответствии с которым английские 7,71-мм пулемёты «Брэн» и 13,9-мм противотанковые ружья «Бойс» заменяли на советские 7,62-мм пулемёты ДТ и 14,5-мм противотанковые ружья.
В составе разведгрупп в условиях бездорожья эти машины были достаточно эффективны для ведения разведки и преследования отступающего врага.

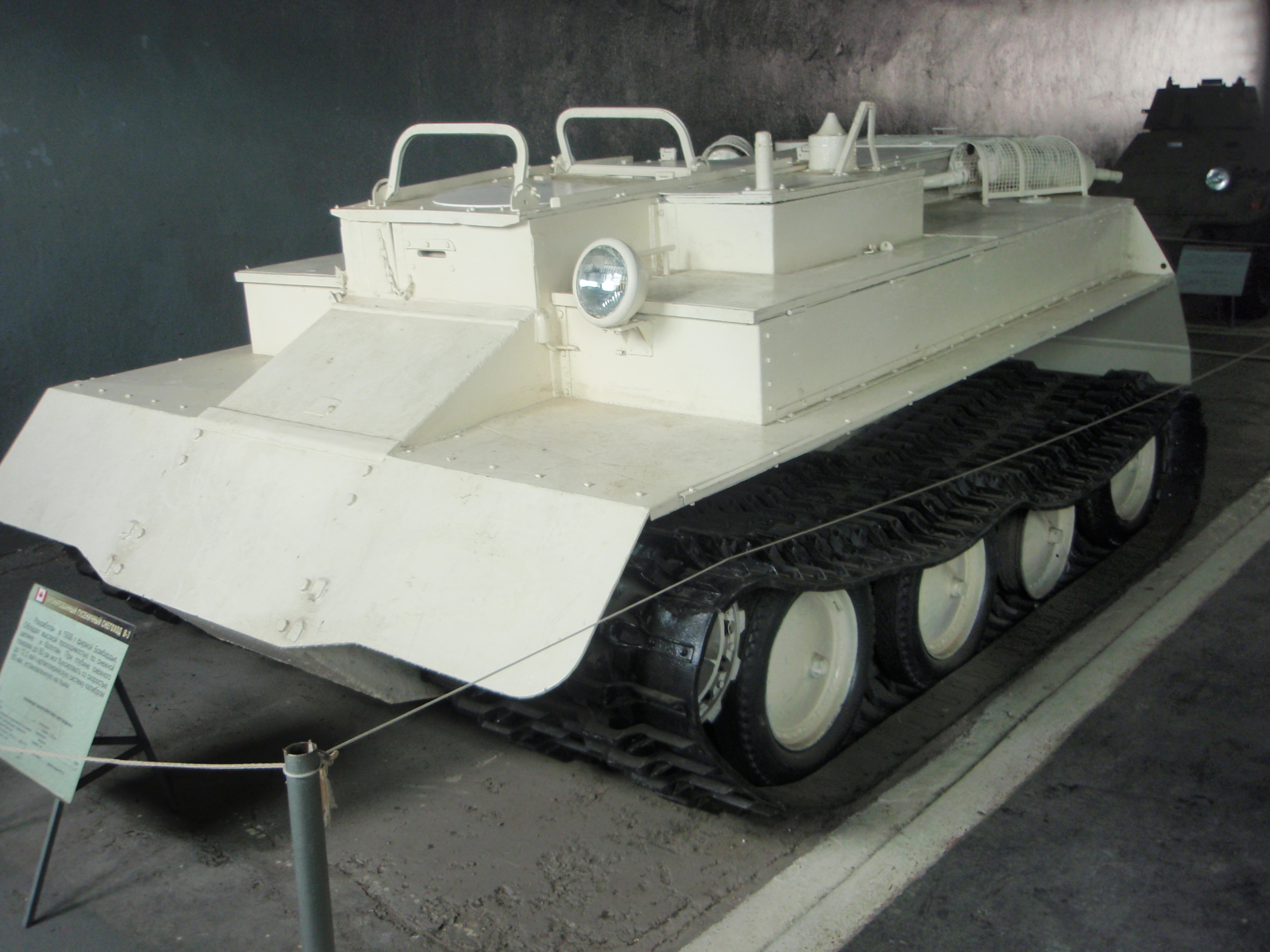
Forand & Delorn B-3

Машины Forand & Delorn B-3 — канадскиe специальныe бронированныe гусеничныe транспортёры поставлялись в СССР в рамках программы ленд-лиза и приняли участие в военных действиях на самых северных участках советско-германского фронта.

#### Советские конструкторы
Николай Иванович Дыренков (1893, Рыбинск — 9 декабря 1937) — советский конструктор бронетехники. Под руководством Дыренкова были разработаны танкетки Д-7 и Д-44.
Шукалов, Сергей Петрович (1883, Ярославль — ?) — советский конструктор танков. Под его руководством были созданы опытные танкетки Т-17 и Т-23 (1930)

### Франция
С 1922 года французские военные старались моторизовать как можно больше подразделений, но этому препятствовал ограниченный бюджет. Основное внимание тогда уделялось производству небольших бронемашин и артиллерийских тягачей.

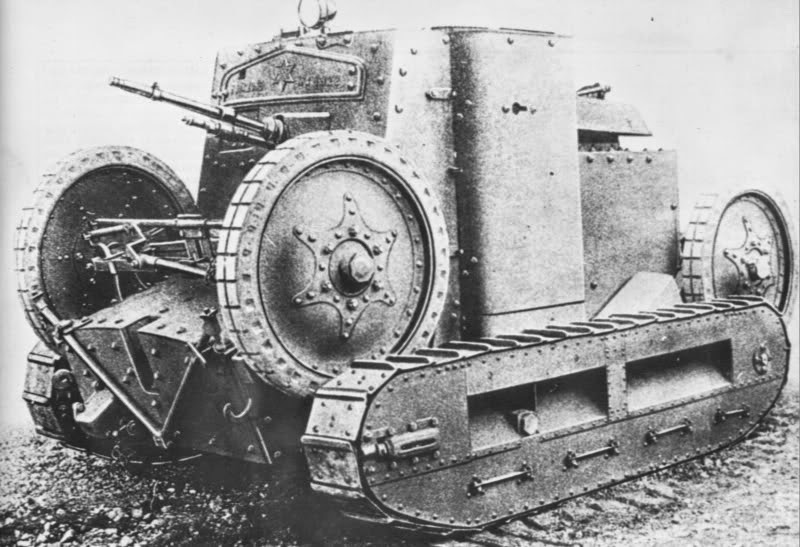
Saint-Charmond modèle 1921. Масса — 3 т. Французский легкий колесно-гусеничный танк (танкетка) с пулемётным вооружением для разведывательных целей. Танкетка была закуплена в 1924 году для испытаний и тщательно протестирована. Концепция была отклонена как слишком сложная.

Брандт, как производитель оружия, не имеющий опыта в разработке транспортных средств, уже начал сотрудничество с британской компанией Виккерс по созданию машины с 81-мм миномётом Брандт образца 1927 года; он предложил производить британскую танкетку Carden-Loyd Mk VI по лицензии. Заказы на прототипы в декабре 1930 года были выполнены тремя компаниями: Renault, Citroën и Brandt. Renault, объявил, что не собирался платить за лицензионные права на производство, если французское государство не выплатит ему полную компенсацию за производство. Таким образом, трем компаниям было предложено построить «похожий» автомобиль, а не его точную копию.

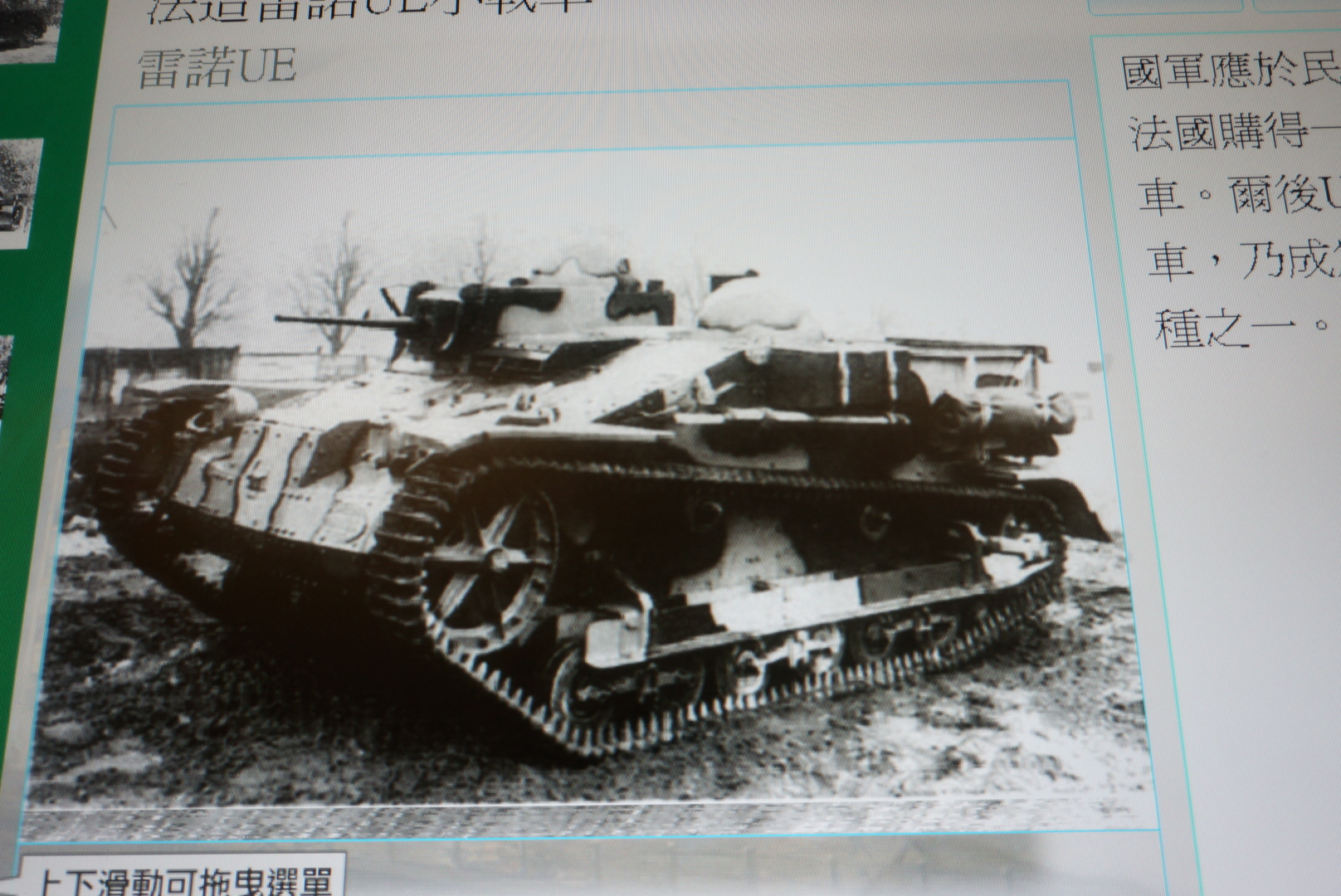
Танкетка Рено в Китайской армии

Летом 1931 года опытные образцы были готовы к испытаниям.
Первым прототипом, который был готов, был прототип Renault, который также получил заказ на шесть комплектов. У проекта было заводское обозначение Renault UE. Компания Renault надеялась превратить UE в легкий танк, добавив башню; соответственно, корпус больше напоминал шасси танка, чем специализированную машину снабжения.
В октябре 1931 года Conseil Consultatif de l’Armement под сильным давлением со стороны пехоты, чтобы принять быстрое решение, выбрал Renault UE для производства, хотя процесс испытаний ещё не был завершен. 9 декабря для Chenillette de ravitaillement d’Infanterie Modèle 1931 R был заказ на 50 единиц. Далее последовали заказы, серийное производство началось во второй половине 1934 года. На 1 января 1936 года общее количество заказов достигло 793, к июню 1936 года — около 1200, 920 — к октябрю 1936 года, 976 — к 1 января 1937 года. В декабре 1936 года военное подразделение Renault — компания AMX продолжила производство в общей сложности около 2200 единиц, позже к ней присоединились Berliet, которая построит ещё 100, и Fouga, которая произвела 300 единиц, в общей сложности около 2600 штук для Модели 31. Всего к марту 1941 года было поставлено 5168 единиц (что сделало их самыми производимыми танкетками среди усовершенствованных вариантов прототипа Carden loyd), которые назывались Tracteurblindé (бронированный тягач), Chenillette (малая гусеничная машина) или также Tankette (танкетка).
В задней части машины был установлен небольшой грузовой отсек (наподобие самосвала) грузоподъемностью 660 кг, позволяющий экипажу сбрасывать припасы, не выходя из машины. Кроме того, он буксировал гусеничный прицеп грузоподъемностью 500 кг. В основном танкетка использовалась пехотными частями для буксировки 25-мм противотанковой пушки «Гочкис». Машина также производилась по лицензии в Румынии и использовалась на Восточном фронте. Реквизированная вермахтом, танкетка использовалась на протяжении всей Второй мировой войны.

### Польша

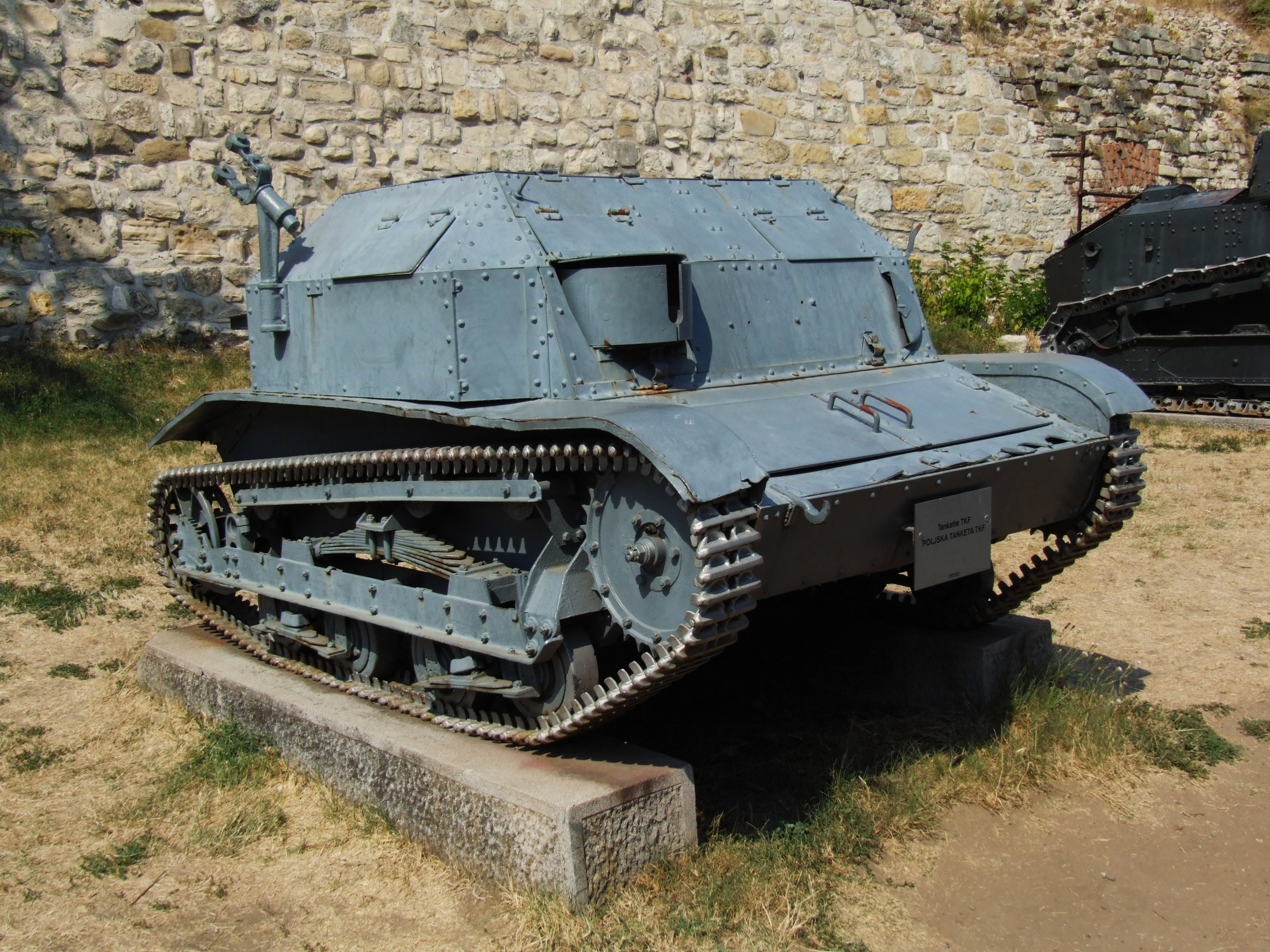
ТК-3

Польша стала одной из первых стран Европы, создавшей танковые части по окончании Первой мировой войны. К 1939 году в составе польских вооружённых сил имелись моторизованная бригада, три отдельных батальона лёгких танков (1-й и 2-й батальоны имели на вооружении танки 7ТР. Каждый батальон имел три роты по 16 танков в каждой: три взвода плюс командирский танк. Кроме того, свой танк был у комбата. На вооружении 21 батальона были танки R-35. В бригаде — три роты по 13 танков каждая: 4 взвода плюс командирский. Ещё 6 танков были в технико-ремонтной роте), пятнадцать отдельных разведывательных танковых рот (по 13 танкеток ТК-3 или ТКS в каждой).
К началу вторжения в Польшу в 1939 году польская армия сумела мобилизовать 650 танкеток. Пушечные польские танки 7ТР могли смело принимать бой с немецкими легкими танками. Танкетки ТК-3 и TKS для боя с танками были не годны, а только для ведения разведки и охранения. Захваченный в первые дни войны немецкий офицер-танкист оценил скорость и проворство польской танкетки, заявив: «…очень сложно попасть из пушки по такому маленькому таракану».
Польский танкист Роман Эдмунд Орлик за сентябрь 1939 года на танкетке TKS с 20-мм орудием вместе со своим экипажем подбил 13 немецких танков (среди которых предположительно один PzKpfw IV Ausf B).

### Бронетехника Бельгии
В ранние 1930-е годы в истребители танков было переоборудовано 6 тягачей на базе широко использовавшихся танкеток Carden-Loyd Mk.VI. Они вооружались бельгийской 47-мм противотанковой пушкой FRC Mle.1931, но отличались ненадёжностью конструкции ходовой части и перегруженностью экипажа.

### Чехословакия

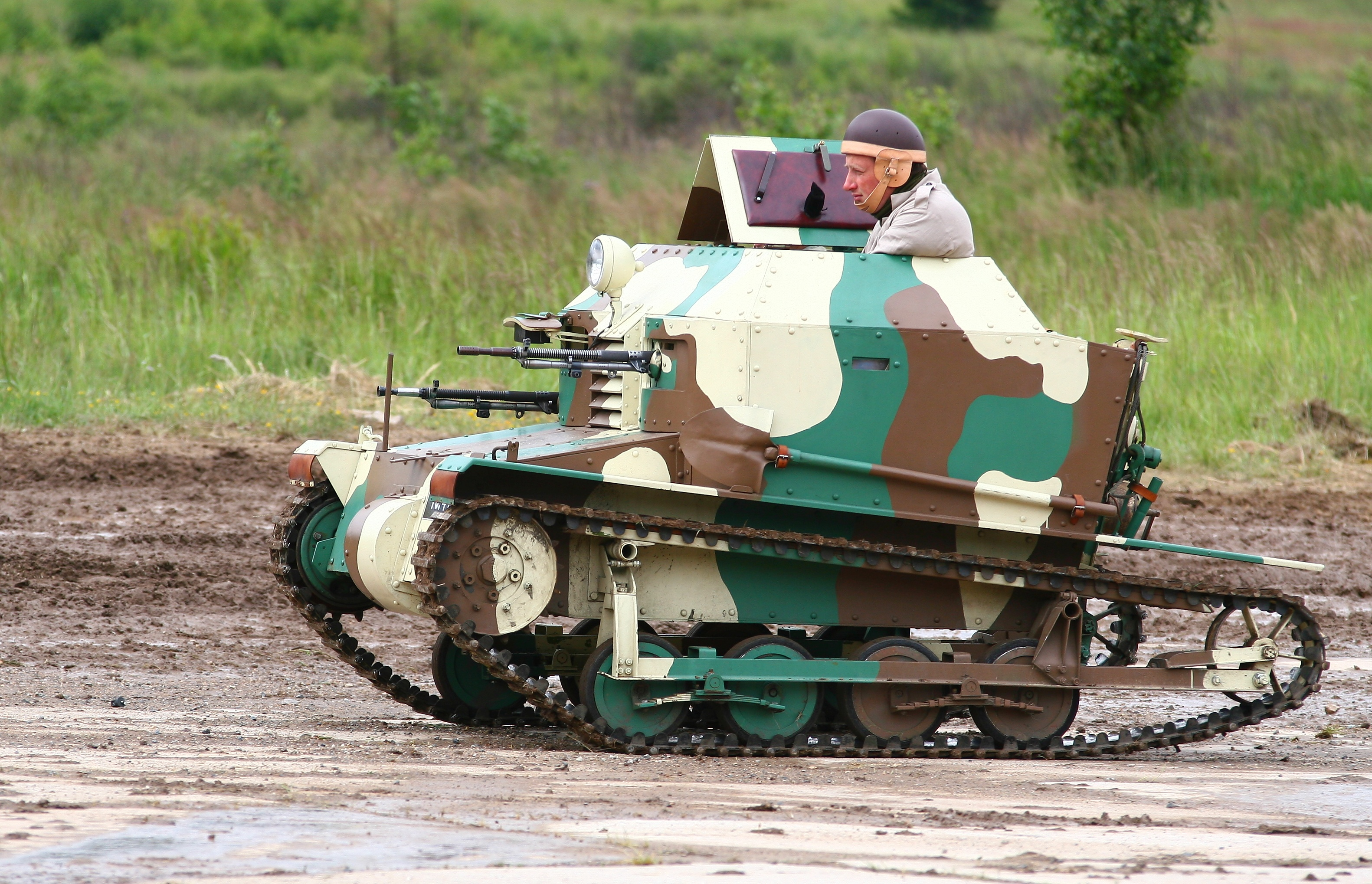
Танкетка LT vz.33

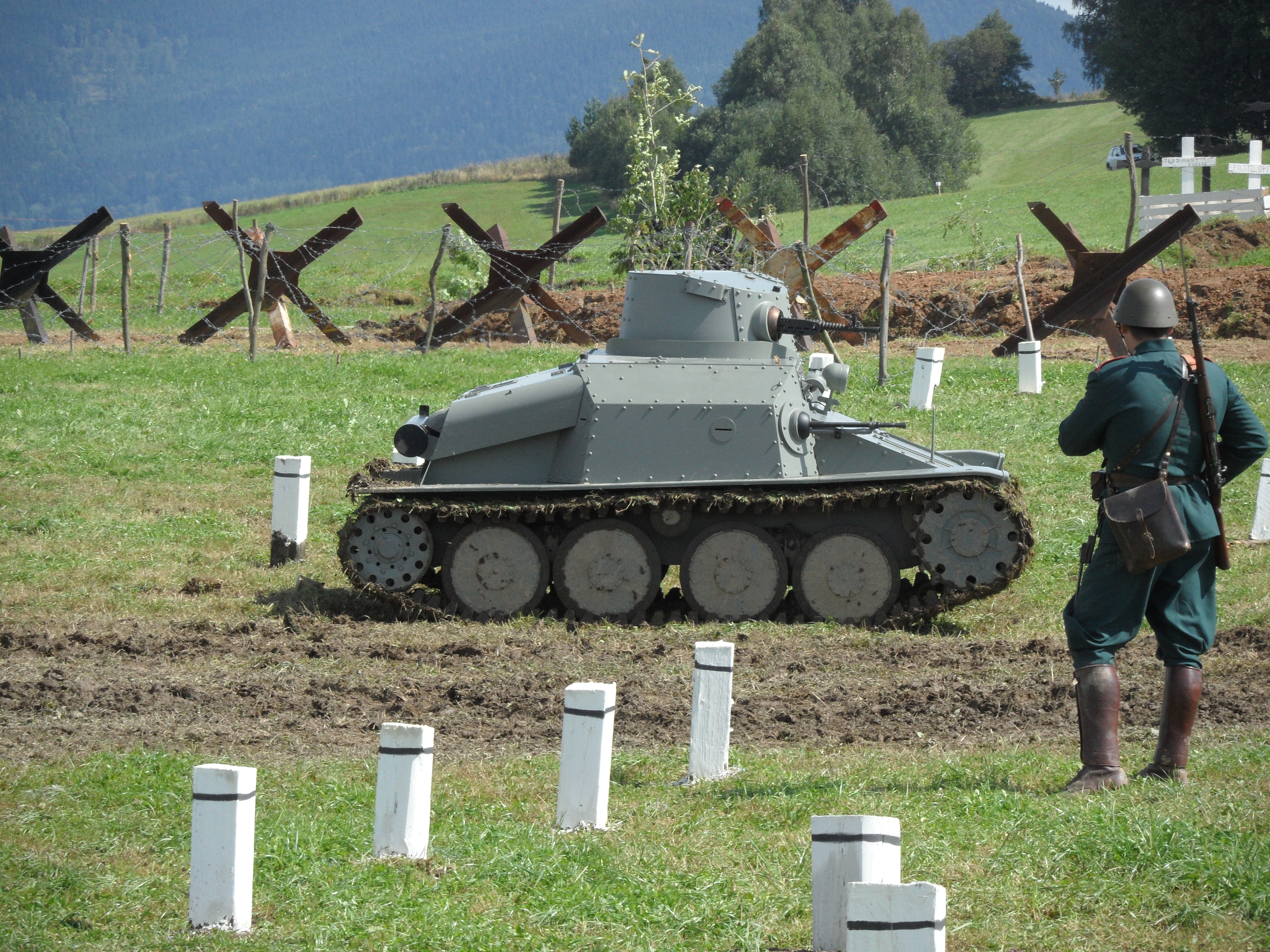
AH-IV

В марте 1930 года правительство Чехословакии закупило для испытаний английскую танкетку Carden-Loyd Mk VI, на основе конструкции которой в 1931 году был построен прототип танкетки ČKD (Praga) P-I. Оружием являлись два пулемёта ZB vz. 26 с боекомплектом 2600 патронов. В 1933 году танкетка была принята на вооружение под наименованием Tančík vz. 33. Всего было выпущено 74 машины (4 прототипа и 70 серийных танкеток).
Малый танк (танкетка) AH-IV, должен был быть преемником танкетки танкетки vz.33 . Команда конструкторов хотела в новом дизайне устранить дефекты vz.33, такие как слабое вооружение и бронирование. Поэтому AH-IV имел больший вес и размер, чем старые танкетки. Силовая установка была устроена так, как это было характерно для межвоенных танков. Двигатель находился в задней части корпуса, и он приводил в движение ведущие колеса спереди вагона. В центральной части машины находился отсек для экипажа. С правой стороны этого отсека находился водитель-механик, обслуживающий курсовой пулемёт ZB vz. 26 слева находился командир, обслуживающий второй пулемёт ZB vz. 35 в башне. Всего было выпущено 155 машин (не включая 4 прототипа).

### Германия

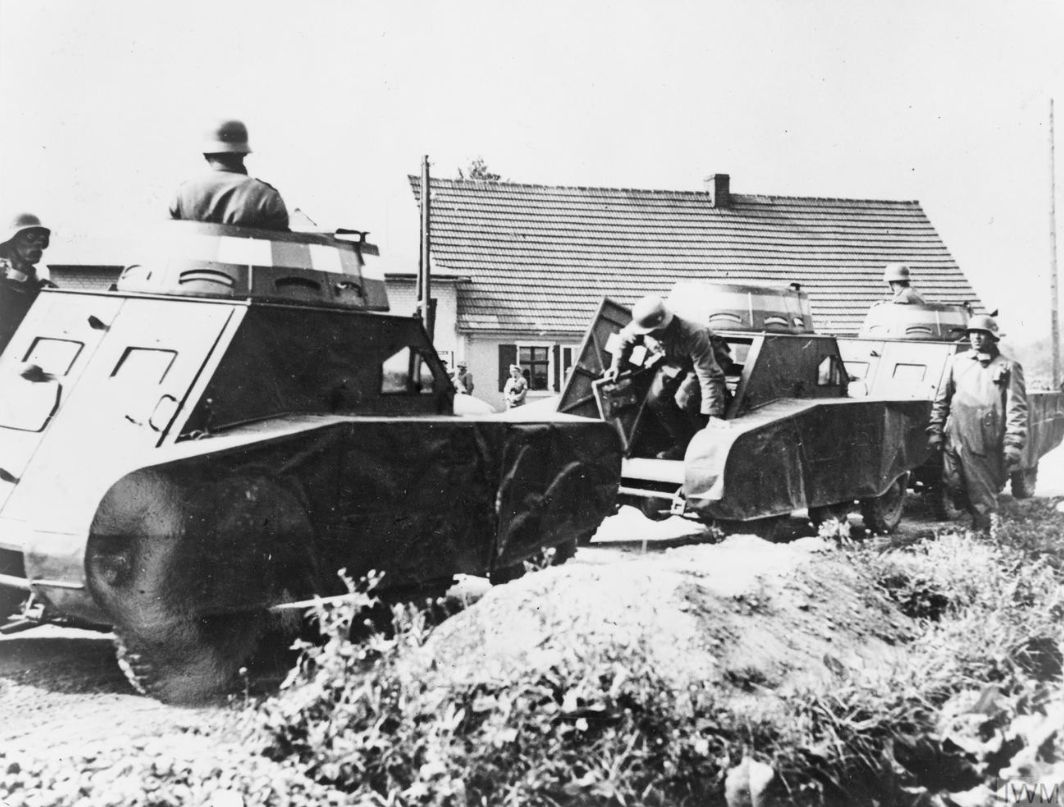
Тренировочные транспортные средства имитирующие танкетки в войсках Рейхсвера

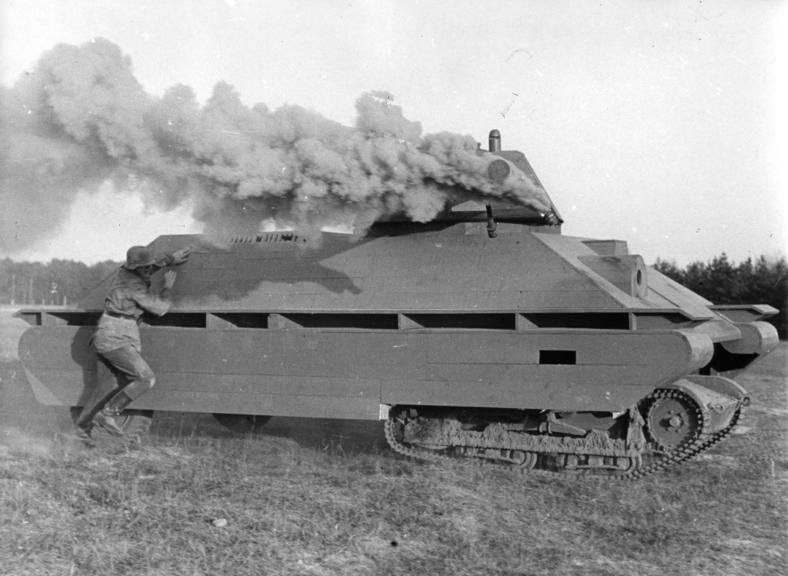
Польская танкетка ТКС, переделанная немцами в тягач для учебного тренажера, имитирующего танк Т-34

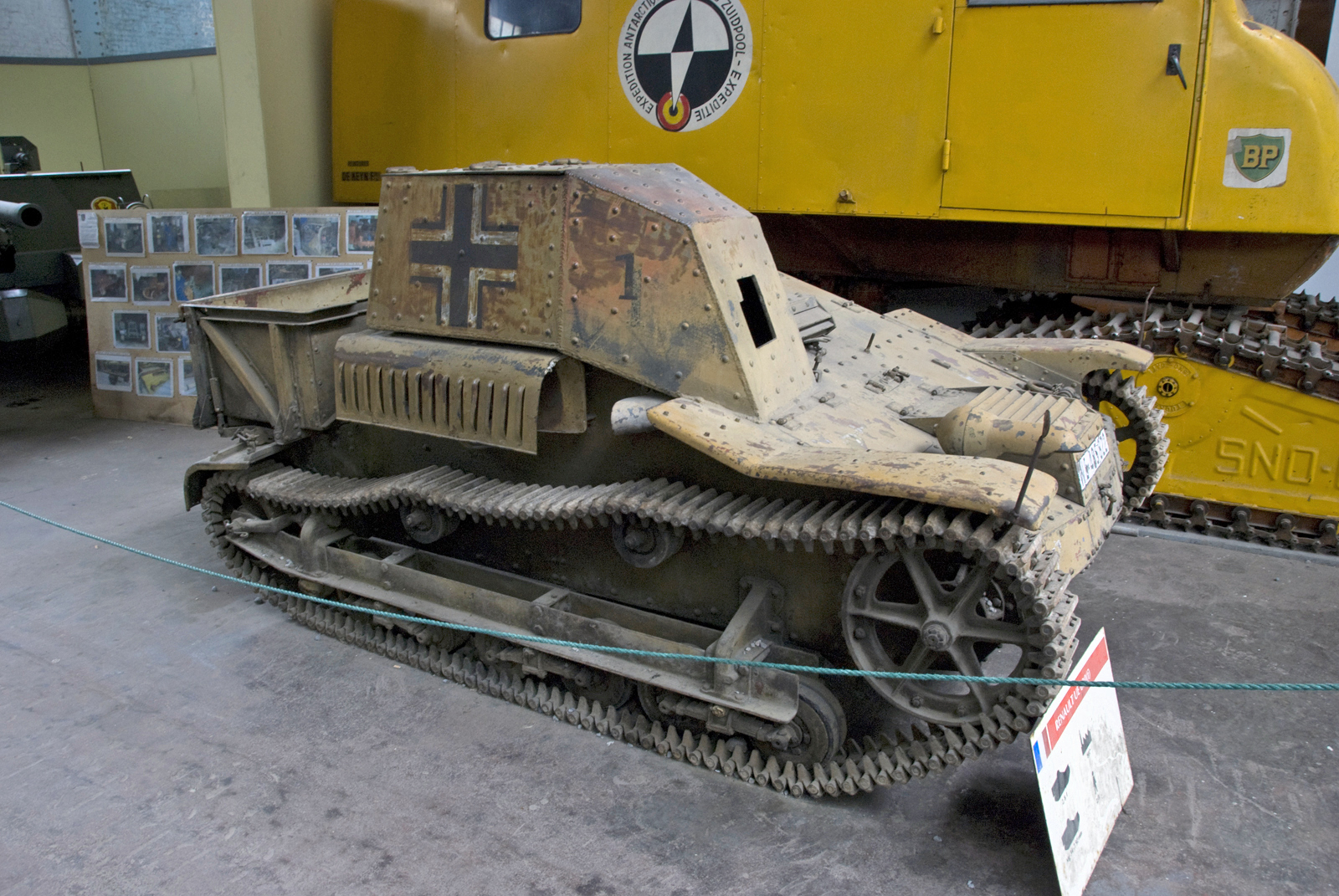
Schlepper UE 630(f) (Рено UE)

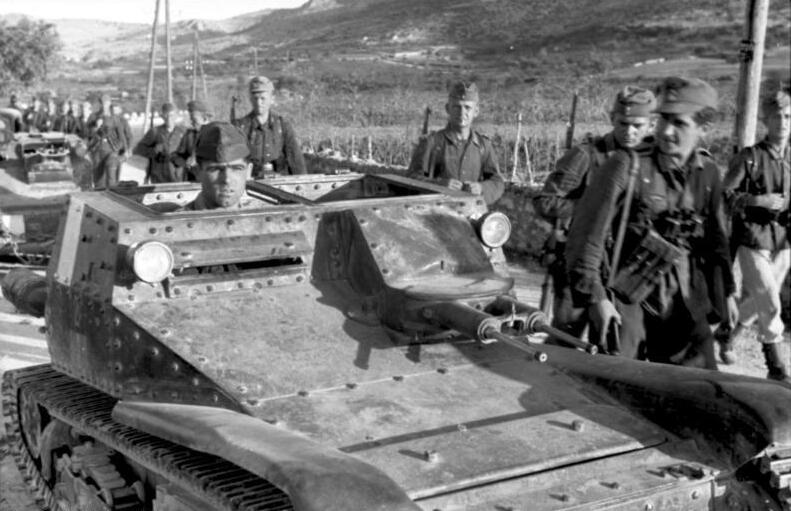
CV-33 в Югославии, Вторая мировая война (1943)

По условиям Версальского мирного договора потерпевшей поражение в Первой мировой войне Германии было запрещено иметь бронетанковые войска, за исключением незначительного количества бронеавтомобилей для нужд полиции. Помимо политических причин, в 1920-е годы этому препятствовали и причины экономические — промышленность Германии, разорённая войной и ослабленная послевоенными репарациями и отторжениями, была практически неспособна к производству бронетехники. Тем не менее, уже с 1925 года Управлением вооружений рейхсвера тайно велись работы по созданию новых танков, в 1925—1930 годах приведшие к созданию нескольких опытных образцов, не пошедших в серию из-за выявленных многочисленных конструктивных недостатков, но послуживших базой для дальнейшего развития германского танкостроения. В Германии, разработка шасси Pz Kpfw I велась в рамках первоначальных требований, предусматривавших создание, фактически, пулемётной танкетки, однако в 1932 году эти приоритеты были изменены. С ростом интереса в военных кругах рейхсвера к возможностям танков, в 1932 году Управлением вооружений был организован конкурс на создание лёгкого танка массой до 5 тонн. В вермахте PzKpfw I был некоторым аналогом танкеток, но он был вдвое крупнее чем типичная танкетка, сильнее вооружён и бронирован. Впрочем, к 1939 году и он безнадежно устарел.
Тем не менее, вермахт успешно использовал захваченные танкетки в качестве транспортных средств и -разведывательных машин Производство различных танкеток, например Т-33 , продолжалось до тех пор, пока позволяли ресурсы, и не нужно было устанавливать другие производственные приоритеты. Некоторые танкетки были позже переделаны в самоходные минометные машины или огнеметные танки. Последний вариант оказался не очень удачным.
После аннексии Судетской области и немецкой оккупации Чехословакии в марте 1939 года в распоряжении немецкого военного командования оказались трофейные танкетки LT vz.33. 30 из них были проданы НДХ. Остальные применялись для обучения механиков-водителей.
После падения Польши в 1939 году многие захваченные танкетки TKS использовались немецкой армией в качестве учебных, для подготовки солдат, как артиллерийские тягачи, для охраны аэродромов и т. Д. Некоторые из них были проданы НДХ.
Германия некоторое время использовала трофейные (Более — 3000 шт.) французские танкетки Рено UE под названием — UE 630 (f). Основная часть танкеток, захваченных немцами, была вооружена пулемётами MG-34 и использовалась для охраны аэродромов от нападения диверсантов, а также для борьбы с партизанами. Невооружённые танкетки использовались в подразделениях связи сухопутных сил и Люфтваффе для прокладки кабельных линий связи, заменяя в этом качестве немецкие бронетранспортёры Sd. Kfz.251/11.
Некоторое количество танкеток Т-27 было захвачено вермахтом в 1941 году. машины получили обозначение Panzerkampfwagen T-27A 734(r). Использовались в полицейских частях. В ряде источников, например, иллюстрированном справочнике И. П. Шмелёва, утверждается о использовании Т-27 вермахтом для вспомогательных целей (патрулирование, тягач для противотанковых пушек). Согласно той же книге, Т-27 передавались союзникам нацистской Германии, например, Венгрии было поставлено 9 экземпляров, несколько досталось Румынии и использовались в их вооружённых силах.

### Италия

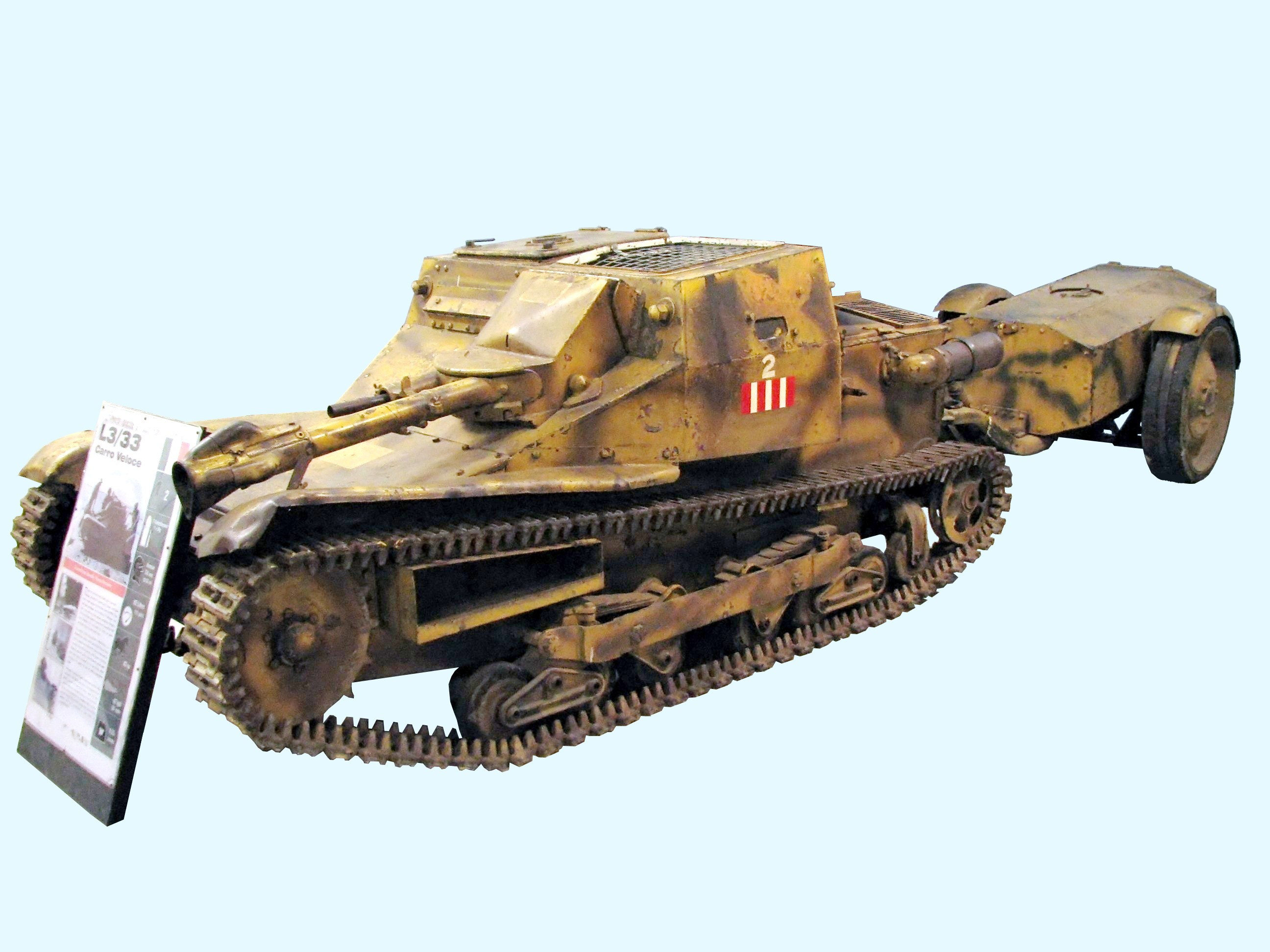
Танкетка C.V.3/33 Lf.

Основное развитие итальянского танкостроения пришлось на межвоенное время. Как и во многих других странах, оно начиналось с заимствования наиболее удачных иностранных конструкций, в качестве которых послужили французский лёгкий танк «Рено» FT-17 и британская танкетка «Карден-Лойд» Mk.IV. Ставшие их дальнейшим развитием лёгкий танк Carro d’assalto FIAT 3000 и танкетка Carro Veloce СV3 стали основой итальянских бронетанковых войск в первой половине 1930-х годов.
Танкетки L3 всех версий были основным оснащением итальянских танковых частей начиная со второй половины тридцатых годов и до 1940 года (когда на вооружение начали поступать средние танки М 11/39), в том числе они были основным боевым оборудованием трех итальянских танковых дивизий (131 Centauro , 132 Ариете , 133 Литторио), созданных в 1939 году. Каждая из этих дивизий включала в себя танковый полк, состоящий из 4 батальонов, в общей сложности 164 танкетки L3.
Эти танкетки принимали участие во всех вооруженных конфликтах, в которых фашистская Италия участвовала в 1930-х и 1940-х годах. Они участвовали в Итало-Абиссинской войне (1935-36), итальянской интервенции во время гражданской войны в Испании (1936-39), оккупации Албании (1939), войне с Францией (1940), агрессии против Греции и Югославии (1940-41). и сражения в Северной Африке (с 1940 г.). Эти кампании быстро убедили итальянское руководство в том что, что танкетки хотя они проворные и маленькие, уже устарели будучи слишком слабо бронированы и вооружены, и поэтому неспособны противостоять лучше бронированным танкам, с пушечным вооружением, которые к тому времени начали доминировать на поле боя. Несмотря на это, они использовались на протяжении всей войны, вплоть до 1943 года на стороне сил Оси, после 1943 года в двух итальянских танковых частях (так называемых группах поддержки), сражавшихся на стороне союзников.

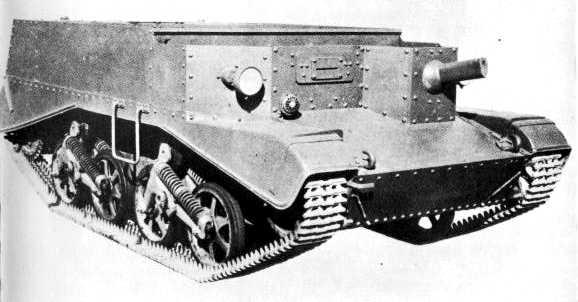
Fiat 2800

Во время боев в северной африке были захвачены Различные типы бронетехники и доставлены в Италию в 1941 году для изучения и испытаний. Одной из самых примечательных захваченных машин была также одна из самых широко производимых когда-либо бронированных машин, вездесущий « Универсальный перевозчик» который был модифицированным вариантом танкетки «КАРДЕН-ЛЛОЙД» В результате были созданы две итальянские машины: CVP-4 и CVP-5 (Camionette Cingolate ‘Cingolette’). В секретном меморандуме от 24 мая 1941 года, среди других исследований, проводимых для легких бронированных машин и бронетранспортеров, был комментарий, в котором задавался вопрос о том, будет ли уместна такая машина в итальянской армии. CVP-4 был попыткой скопировать английскую машину. 

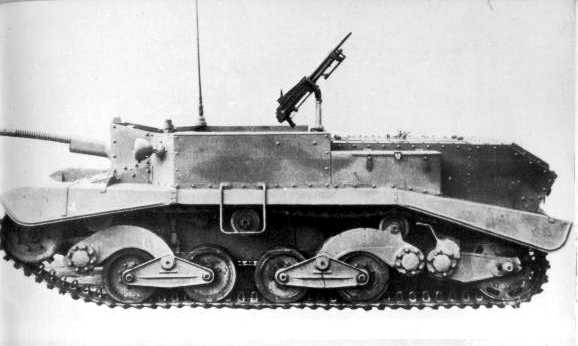
Cingoletta Ansaldo L40

CVP-5 базировался на шасси легкого танка L6/40 и был предложен армии в 1941 году с единственным 8-мм пулемётом, установленным спереди с левой стороны. Эта машина могла перевозить экипаж из четырёх человек (водитель, стрелок и ещё двое).
Новая версия, оснащенная более мощным 13,2-мм крупнокалиберным пулемётом и вторым пулемётом, 8-мм Breda Model 38 на постаменте, была подготовлена в период с декабря 1941 по февраль 1942 года. Она также была оснащена радиооборудованием, в частности RF3M, и был передан на испытания в CSEM (Centro Studi ed Esperienze della Motorizzazione) 2 февраля 1942 года. В то же время другая машина, CVP-4, также находилась в разработке, и, как ни странно, было решено подождать, пока CVP-4 не будет закончен. для тестирования CVP-5, неоправданно задерживая тестирование CVP-5. CVP-4 не был доработан до декабря 1942 года, что означало задержку на 10 месяцев. Возможно, раздраженный нелепой задержкой с получением функциональной машины от компании Fiat (CVP-4) для испытаний против CVP-5, концерн Ansaldo провел исследование CVP-5 с 20-мм пушкой Oerlikon L/70 и даже получил лицензию на её производство.
Эти совершенно ненужные задержки означали, что производство шло очень медленно: к концу лета 1943 года было выпущено всего 12 машин. Все эти машины были переданы моторизованному полку «Каваллеггери ди Лукка», где они использовались для буксировки прицепов с боеприпасами для самоходных самоходок Semovente 75/18 . Каждый прицеп мог вмещать 98 снарядов. К концу августа 1943 года было произведено лишь небольшое количество машин. Эти новые машины были оснащены улучшенным 6-цилиндровым двигателем SPA мощностью 100 л. с., который предназначался для использования в броневиках, а трансмиссия была модифицирована для обеспечения высокой скорости. При таком небольшом количестве машин, произведенном непосредственно перед перемирием, их использование ограничивалось ролью подвозчиков боеприпасов. Осталось мало информации об их использовании в бою или в руках немецких войск, войск муссолини из «Repubblica Sociale Italiana (RSI)» или партизанских отрядов. Производство было остановлено поскольку военная ценность такой машины к тому времени войны была слишком низкой, чтобы оправдать прекращение производства танков.

### Япония

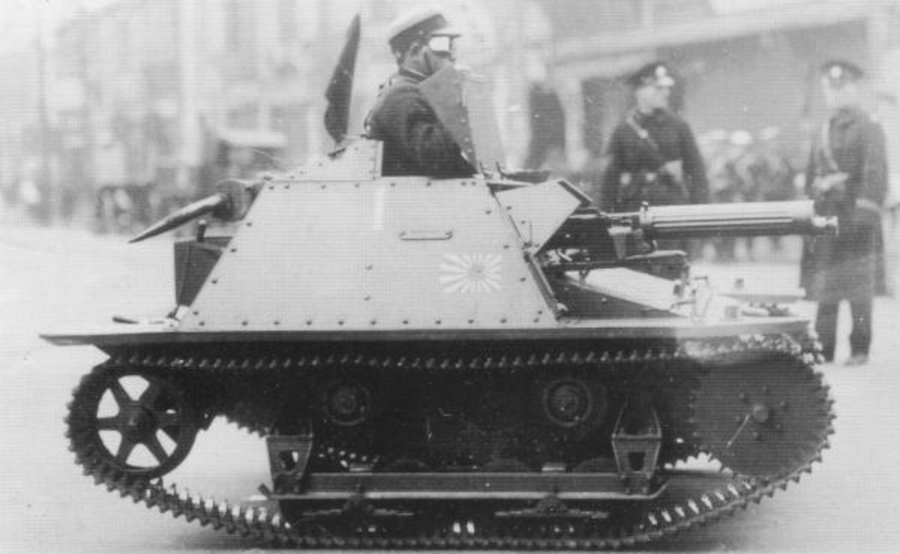
«Машина типа Ка». Британская танкетка образца 1930 г. с пулемётным вооружением для разведки. Японская армия приобрела машину в 1929 году для испытаний. Ещё 4 машины были приобретены ВМС в 1930 году и использовались для защиты японских филиалов в Шанхае.

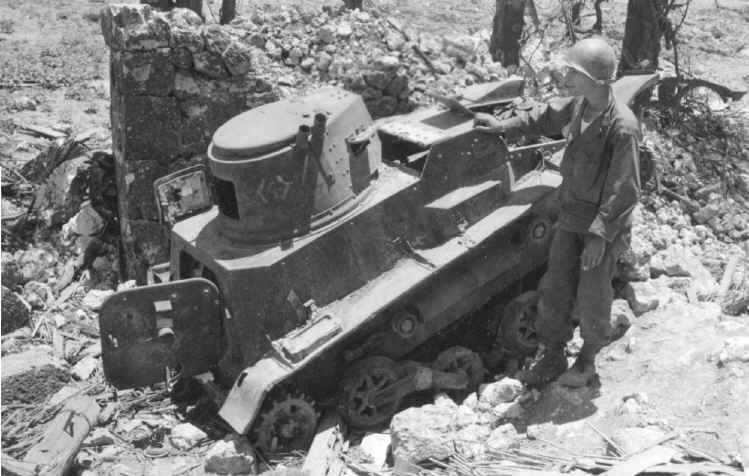
Танкетка «Type 94 Te-Ke», Япония, мacca — 3.4 т.

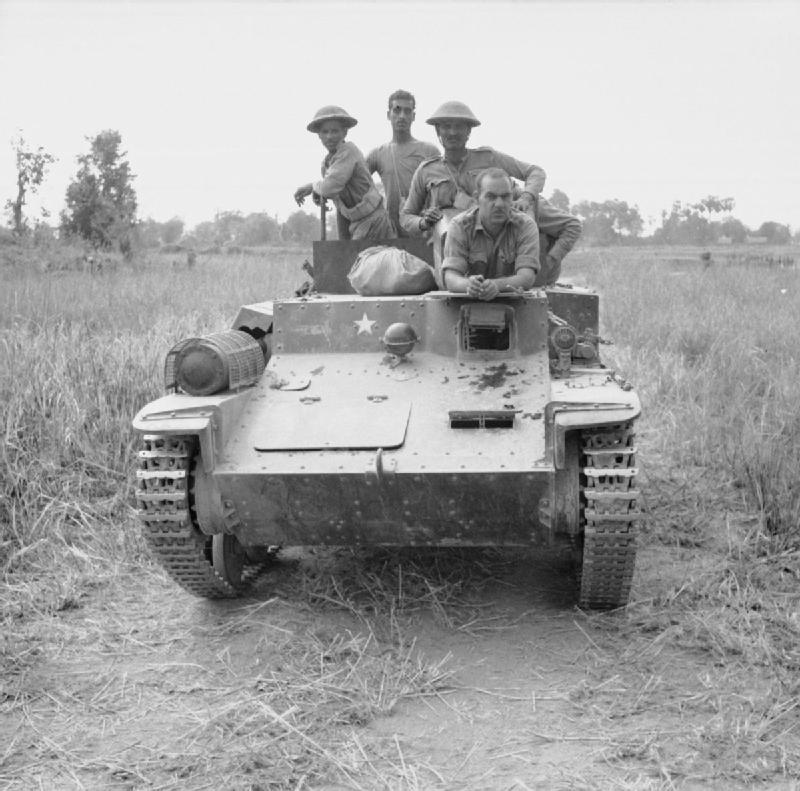
БТР Со-Да на шасси малого танка «Те-Ке» предназначался, помимо перевозки личного состава и грузов, также и на роль тягача.

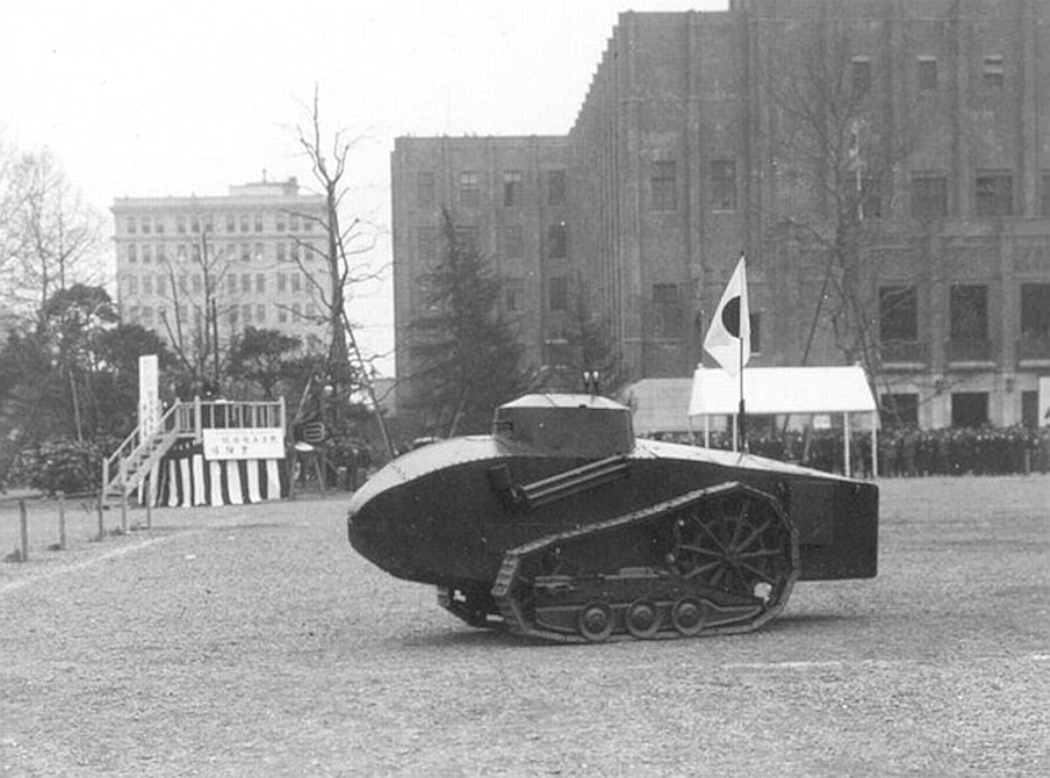
Легкобронированная телетанкетка Nagayama (с дистанционным радиоуправлением) для использования в качестве самоходной мины против бункеров и препятствий. Прототип был изготовлен в 1929 году и после испытаний представлен публике.

В Японии, помимо танков, армия испытывала потребность в танкетке как полубоевой машине, предназначенной прежде всего для транспортировки в условиях фронтовой полосы или для снабжения удалённых гарнизонов. Как раз в качестве образца такой машины были в 1930 году приобретены британские танкетки «Карден-Лойд» Mk.VI. Тем не менее, безбашенная компоновка британской машины была сразу отвергнута японскими конструкторами и в 1931 году ими была начата разработка уже башенной машины, по советской классификации определяемой как малый танк. Новый танк, первый прототип которого был закончен в 1933 году, получил обозначение «Лёгкая бронемашина Тип 94 TK» (яп. 九四式軽装甲車), хотя его ранние версии иногда ошибочно обозначаются в литературе как «Тип 92». Тип 94 стал первым японским танком, на котором была использована ставшая после этого стандартом подвеска Хара, созданная Т. Хара, одним из ведущих конструкторов японской бронетехники того периода. Тип 94 производился серийно с 1935 по 1940 год, общий его выпуск составил 823 танка. Изначально планировавшийся как танкетка снабжения, Тип 94 тем не менее в дальнейшем сравнительно успешно применялся и в качестве лёгкого танка для разведки, связи или даже поддержки пехоты.

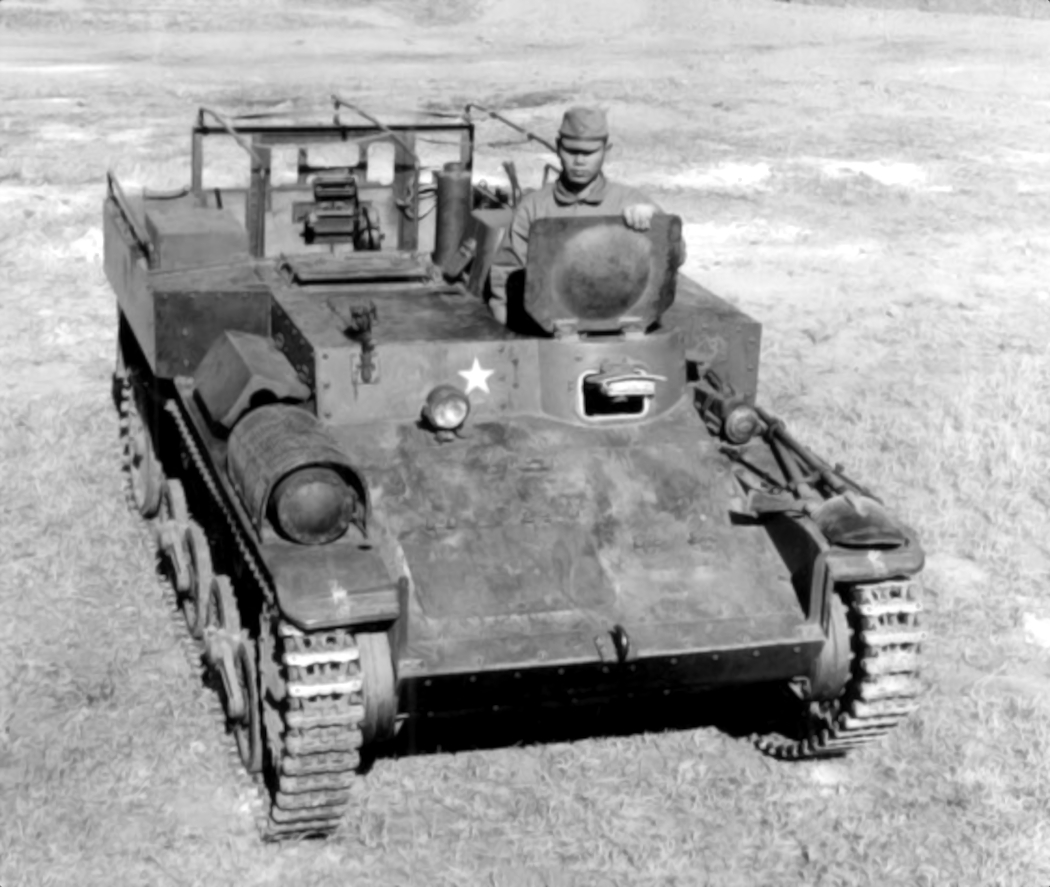
Те-Ре Масса: 4.9 тонн. Машина была создана на базе танкетки Тип 97 Те-Ке.

Для замены устаревшего танка Тип 94 Был разработан и находился в производстве с 1937 по 1942 год, танк (по западной классификации танкетка) . «Те-Ке». Как и «Тип 94» «Те-Ке» оказался довольно удачной конструкцией и активно использовался в Китае, Бирме, Малайе и на островах Тихого океана до самого конца войны. В войсках применялся обычно для разведки, связи и задач охранения. Помимо своих основных задач, сравнительно мощное вооружение (это был самый лёгкий серийный танк с 37-мм орудием в мире, другие танки схожей массы были вооружены лишь пулемётами, в лучшем случае — 20-мм пушками) в сочетании с неплохой для своего класса защитой и высокой проходимостью, позволяли порой довольно эффективно использовать «Те-Ке» для поддержки пехоты в местностях, недоступных для более тяжёлых машин.
Тем не менее, «Те-Ке» в боях оказывался слабее большинства танков противника, за исключением разве что английских танкеток; впрочем, некоторые из них, вооружённые 12,7-мм пулемётами, вполне могли пробить броню «Те-Ке» бронебойной пулей.

### США
США вступили в Первую Мировую войну слишком поздно для проведения длительных изысканий в области танкостроения и поэтому танки производимые в США в тот исторический период были в целом вариантами французских и британских машин. Однако США понимая потенциал использования крупных автомобильных заводов для производства легкой бронетехники в спешке разработали одну из первых настоящих танкеток (хотя так они тогда не назывались). Проектирование 3-тонного танка началось в середине 1917 года, до этого американские танковые войска в основном были оснащены британскими или французскими образцами. «трехтонка» был двухместным танком, спроектированным в качестве вспомогательного, с тем чтобы американские войска могли использовать в бою другой танк, помимо Renault FT, на основе которого он и был разработан, но как более дешёвая альтернатива. Два его двигателя позаимствованными от легковушки Ford Model T управлялись мех-водителем, сидящим впереди, а рядом с ним находился стрелок, который управлял пулемётом в калибре .30-06 (7,62 × 63 мм) (либо пулемётом Marlin M1917, либо пулемётом Browning M1919) на установке с ограниченным углом обстрела с боекомплектом около 550 патронов.
Хотя потенциал такой техники был невысок возможности массового производства такой техники казались весьма заманчивыми. И поэтому в самом конце войны армия заказала 15 тысяч танкеток, что было рекордным количеством серии «танков» этого периода. Поскольку война вскоре закончилась заказ был уменьшен до 15 экземпляров испытательной партии. Французская армия положительно оценила 3-тонный танк Ford хотя и сочла его уступающим родному Renault FT . Тем не менее, 3-тонный танк рассматривался как дешёвый, легкий и вездеходный артиллерийский тягач, особенно для батарей пушек Canon de 75 modèle 1897 года. У Форда была заказана тысяча пятьсот 3-тонных танков, но перемирие было подписано до того, как они были доставлены, и заказ был отменен.

После войны в США как и вдругих странах Антанты был переизбыток танков при естественном сокращении военного бюджета и дальнейшие серьёзные разработки в этом направлении были отложены до 30-х годов. Все усилия по созданию бронированных машин было направлены на разработку лёгких (максимум 5 тонн) и средних (максимум 15 тонн) танков. Вес танков был регламентирован в соответствии с грузоподъемностью американских военных мостов и сооружений.

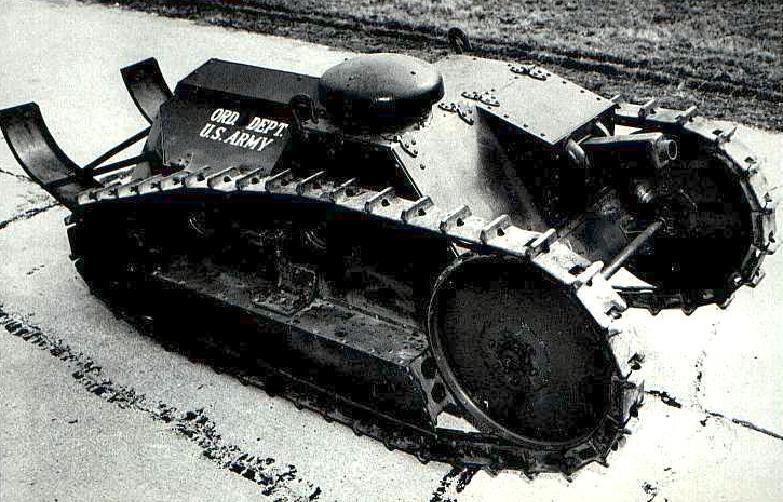
«Трёхтонка» Ford М1918

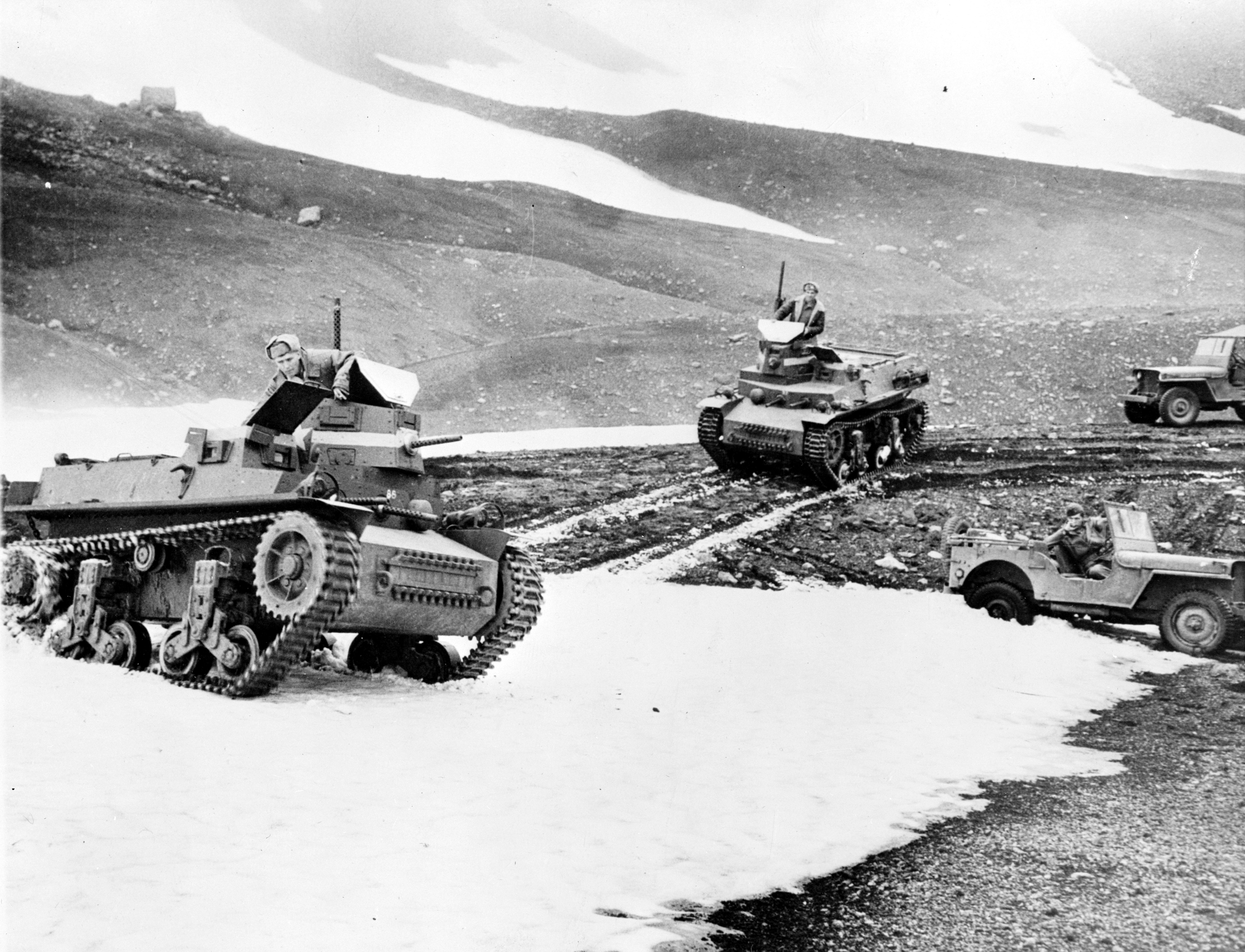
Marmon-Herrington CTLS (CTLS-4TAC и CTLS-4TAY) на Аляске весной 1942 г.

Учитывая опыт использования небольшой партии «Трёхтонок» в США не разрабатывали танкетки, поскольку они не вписывались в существующую концепцию. Однако проводились разработки такой техники в частном порядке. Компания Marmon-Herrington, основанная в 1931 году, приспособилась к переоборудованию грузовиков Ford на полноприводные и, таким образом, занялась военным бизнесом. С 1936 года проектировала и строила различные малые танки с пулемётным вооружением для Мексики и Персии. В 1941/42 году последовало несколько сотен небольших танков для Китая и Голландской Ост-Индии которые примерно соответствовали определению танкеток, но между тем технически и тактически устарели и поэтому обычно не в боях применялись, а если вообще использовались, то только в учебных целях.

## Боевое применение

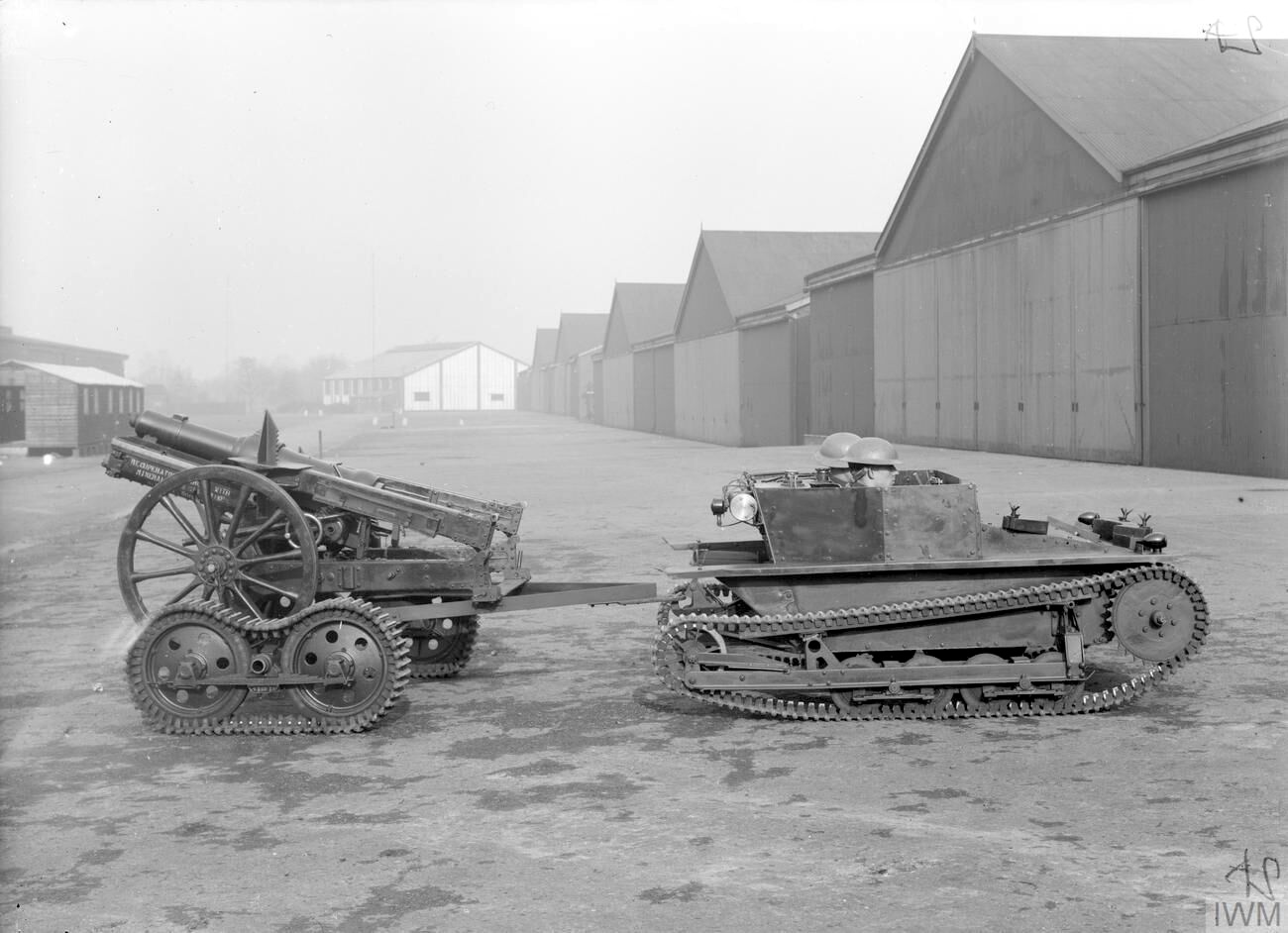
Танкетка «Carden-Loyd», буксирующая горную гаубицу.

Прототипы танкеток начали появляться уже во время Первой мировой войны. Танкетки изначально задумывались как мобильный транспортёр пулеметов, обеспечивающий частичную защиту оператора. Дальнейшее развитие концепции в 30-х годах, уже предполагало полностью бронированные малые безбашенные танки. Танкетки производились для оснащения войск разных армиях примерно до середины тридцатых годов, когда стало ясно, что они не могут быть полноценными танками из-за слабой брони и вооружения, а также из-за отсутствия башни,
что препятствовало эффективному применению бортового вооружения. Это также было подтверждено последующим опытом гражданской войны в Испании и в Польше, во время сентябрьской кампании 1939 года.
Противотанковые орудия первого поколения были дёшевы в производстве и могли буксироваться без помощи специализированных артиллерийских тягачей. Выпускаемые в больших количествах, эти пушки поступали на вооружение как пехотных частей, так и специализированных подразделений противотанковой артиллерии. Как правило, пехотный батальон армий ведущих держав того времени имел по штату несколько лёгких ПТО. Мощь нового вида артиллерии была наглядно продемонстрирована в ходе вооружённых конфликтов второй половины 1930-х гг. Во время гражданской войны в Испании, столкновений СССР и Японии на Дальнем Востоке, советско-финской войны 1939−1940 г. танки с противопульной бронёй были для этих орудий лёгкой добычей.
Большинство танкеток имели на вооружении только пулемёты, они не могли сами сражаться с более мощными вражескими танками и применялись для поддержки пехоты аналогично бронеавтомобилям.
Танкетки изначально были предназначены (создавались) для подразделений моторизованной пехоты вооружённых сил, к повышению тактической подвижности пехоты — обеспечению непрерывной поддержки её движения огнём, путём быстрого перехода станковых пулемётов во время боя, с одной огневой позиции на другую, а также и снабжения (подвоза) боевыми припасами во время боя.
Однако нельзя сказать, что танкетки были бесполезны как боевые машины. Генерал Бабини, командовавший бронетанковыми силами итальянского добровольческого корпуса (CTV) в Испании в 1937-39 годах (эти силы включали 149 танкеток L3 разных модификаций) писал в докладе Comando Supremo (штабу итальянской армии), что хотя L3 имеют недостатки (слабое вооружение и бронирование, недостаточный запас хода), но даже так они «помогали выигрывать сражения и полностью оправдали себя при правильной тактике их применения», то есть прежде всего как разведывательная машина, но не танк прорыва.
В некоторых случаях танкетки использовались, несмотря на большой недостаток — недостаточную огневую мощь, для задач разведки и боевого охранения.
Большинство танкеток управлялись двумя членами экипажа, хотя существовали и одноместные прототипы. Одни модели не имели башен (и вместе с гусеничным движителем это часто видится как определение для понятия «танкетка»). У других были очень простые башни, вращаемые вручную. Обычное вооружение танкетки — один или два пулемёта, редко — 20-мм пушка или гранатомёт.
Британская танкетка Carden-Loyd Mk.IV считается «классической», и многие другие танкетки были смоделированы на её основе. Французский Лёгкий танк 1930-х годов (Automitrailleuses de Reconnaissance) был танкеткой по форме, но специально предназначенной для ведения разведки впереди основных сил. Япония тем временем стала одним из самых рьяных пользователей танкеток, производя целый ряд образцов, полезных для войны в джунглях.

Временная инструкция по боевому применению танкетных частей стрелковой дивизии.
- Назначение танкетных частей и подразделений

9. Танкетка является ударно-огневой единицей, способной:
а) успешно поражать открытые живые цели;
б) на доступной местности подавлять или уничтожать огнем и собственным весом огневые точки;
в) проделывать проходы в легких проволочных заграждениях;
г) разведывать в пределах своей проходимости противника и местность.
Одна танкетка способна в каждый отдельный момент вести огонь только по одной цели.
- Тактические свойства танкеток.

1. Походная скорость самостоятельного движения танкеток в среднем равна: по гладкому шоссе 15— 20 км/час; по хорошим полевым дорогам 12—15 км/час; по плохим полевым дорогам 6—10 км/час.
2. Глубина марша танкетных частей при нормальной эксплуатации (8—10 часов хода) равна 60—110 км в сутки (в зависимости от грунта и качества дорог). Радиус отрыва танкеток от главных сил стрелковой дивизии допустим до 25—40 км.
3. Тактическая подвижность танкеток определяется их проходимостью и способностью преодолевать (указанные в приложении препятствия, легкие проволочные заграждения, двигаться через густой (8—10-летний) кустарник и через лес при расстоянии между деревьями не менее 2 м. Снег глубиною более 0,5 м непреодолим для танкеток.
4. Обстрел из танкетки ограничен горизонтальным углом 16°. При необходимости вести огонь за указанными пределами используется поворотливость танкетки, допускающая возможность изменения её курсовых углов. Обзор имеется вперед и в сторону ближайшего борта для командира танкетки и водителя.
5. Бронирование предохраняет танкетку от небронебойных пуль, осколков снарядов, ручных гранат с любых дистанций и от бронебойных пуль до 400 м.
6. Малые размеры и подвижность делают танкетку наименее уязвимой для огня противотанковых орудий и крупнокалиберных пулемётов.
7. Связь танкеток между собой и с пехотой затруднена вследствие ограниченного наблюдения и трудности установки радио.
8. Работа команды в танкетке и обслуживание её на походе и в бою сопряжены с большим износом сил вследствие тряски, большой температуры от мотора и ограниченного наблюдения.

## Лёгкие танки и танкетки в испанской гражданской войне
Таблица сравнения особенностей лёгких танков участвовавших в Гражданской войне в Испании
|              | Танк Т-26                                                 | Танк Pz Kpfw I                     | Танкетка Фиат CV3/33                           | Танкетка Фиат CV35       |
| ------------ | --------------------------------------------------------- | ---------------------------------- | ---------------------------------------------- | ------------------------ |
| Масса т.     | 9.4                                                       | 5.4                                | 3.15                                           | 3.3                      |
| Вооружение   | 37-мм 5-К или 45-мм 20-К пушка, 2-3 x 7,62-мм пулемёта ДТ | два пулемёта MG 13 калибра 7,92 мм | пулемёт 6.5 mm или 8 мм                        | пулемёт 8 мм Breda       |
| Боекомплект  | 122 артиллерийских снаряда                                | 2,250 пулемётных патрона           | 3,200 8 мм или 3,800 6.5 мм пулемётных патрона | 3,200 пулемётных патрона |
| Запас хода   | 175 км                                                    | 200 км                             | 125 км                                         | 125 км                   |
| Бронирование | 7-16 мм                                                   | 7-13 мм                            | 5-15 мм                                        | 5-13.5 мм                |

## Дальнейшее развитие концепции

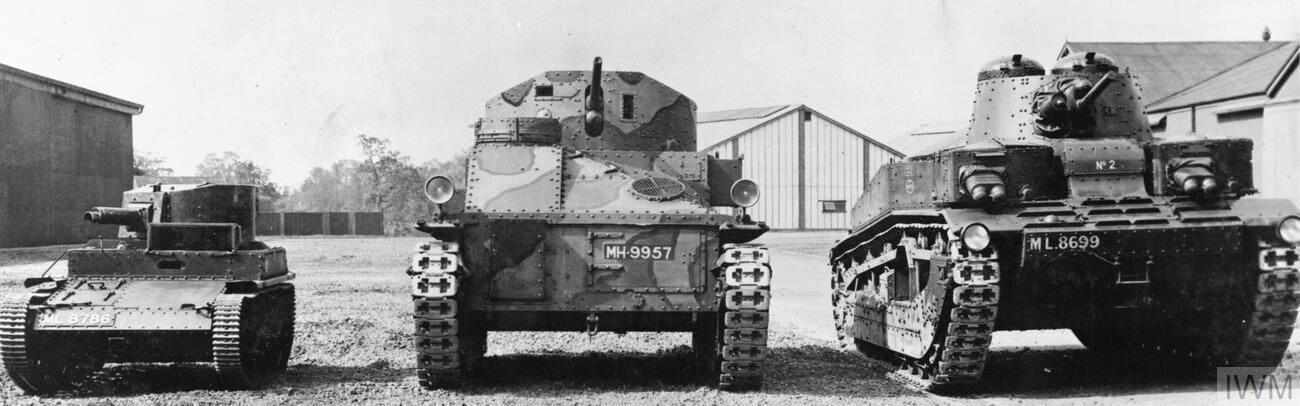
Слева направо: легкий танк Mk.I (A4 E4) — усиленная танкетка Carden Loyd оборудованная пулемётной башней, средний танк Mk.II, средний танк Vickers A6E2

Анализ Первой мировой войны показал, что державы Антанты выиграли её в значительной мере благодаря своей новой бронетехнике. В 1920-е годы все военные организации анализировали полученный опыт. В этом контексте англичане попытались перенести принципы работы своего флота на сухопутную армию. Концепция малых танков/танкеток была подобна тому, как во флоте меньшие по размеры корабли защищали более крупные — линкоры составляли ядро, которое было окружено рядом крейсеров, в крейсера прикрывались эсминцами. Основная ударная мощь в танковых войсках должна была исходить от тяжелых «танков прорыва», кроме того, крейсерские танки имевшие относительно мощное вооружение и высокую скорость (но относительно слабое бронирование) служили для разведки и защиты тяжёлых танков, а роль эсминцев (защитников крейсеров) было решено передать небольшим и недорогим в производстве танкам. Танкетке отводилась именно эта тактическая роль. Танкетки должны были находиться вокруг крейсерских танков и защищать их от атак пехоты противника. Так как они предназначались только для борьбы с пехотой, то им нужен был только пулемёт в качестве вооружения и только противопульная броня для защиты от ружейных боеприпасов и осколков снарядов. Такая машина, управляемая лишь водителем и командиром-пулеметчиком (весом от 2,5 до 4 тонн) требовала для её привода только серийный автомобильный двигатель (например стандартный мотор от Ford A мощностью 40 л. с.) который стоил относительно недорого.

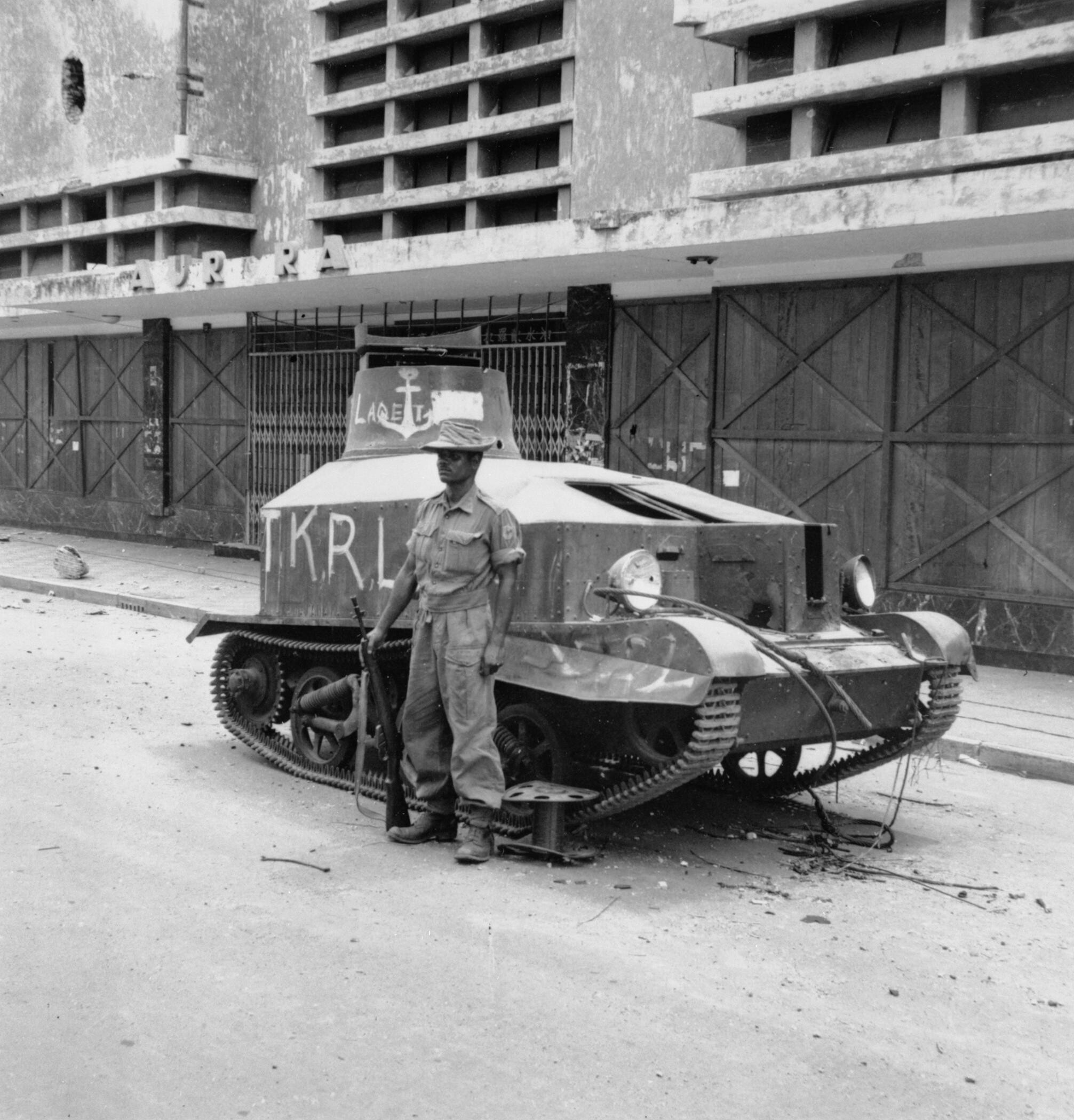
«Universal Carrier», захваченный и переоборудованный отрядами индонезийских националистов во время боёв на острове Ява

Однако в Гражданской войне в Испании выяснилось, что такая машина была лёгкой добычей не только для пехоты вооруженной лёгкими пушками, но и для пушечных танков противника, и в любом случае должна быть оснащена ещё и орудием, способным бороться с ними. В результате, танкетка (как альтернатива «противопехотного» танка) не получила дальнейшего развития, и была заменена более тяжёлыми типами. Однако в 1940 году этот процесс ещё не был завершён, поэтому в первые два года войны ещё использовались многочисленные танкетки, но им приходилось нести большие и неоправданные потери на всех фронтах, поскольку они не могли защитить себя от других танков. В тех странах где танкетки были популярны предпринимались попытки оснастить их лёгкими пушками, однако более практичной заменой танкеток послужили колёсные бронемашины или лёгкие башенные танки (с экипажем 3-4 человека) позволяющим применение пушки. В Великобритании и Италии на смену танкеткам пришли лёгкие танки весом около 5-7 тонн, такие как танки серии «Легкий танк Виккерс» или L6/40. Впрочем и эти танки оказались слишком слабы для их практического применения в роли именно танков.

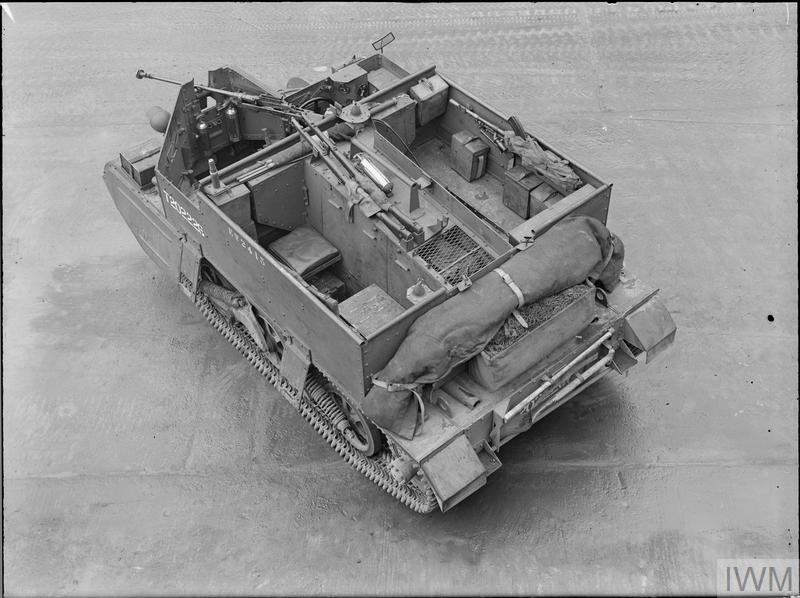
Universal Carrier

Лёгкие танки такого типа оказались востребованы больше для выполнения задач полиции по обеспечению общественной безопасности в колониях, где массивная бронетехника определённо не требовалась, а существующие бронеавтомобили не обладали необходимой проходимостью. Примером может служить история применения танков Mark IIA и IIB (из серии «Легкий танк Виккерс») которые в основном отправлялись в Индию. Там они отличились в подавлении мелких восстаний или в подчинении наиболее непокорных племен британскому контролю. К 1941 году почти все были перевезены в Восточную Африку, где проходила кампания против итальянских колониальных владений, где эти танки действовали с умеренным успехом как благодаря тактике, основанной на их преимуществах (скорость и хорошая подвижность на пересеченной местности), так и потому, что итальянцы были почти полностью лишены бронетанковой поддержки и эффективных пушек. Танки участвовали в первых операциях в Египте в 1940 году, но ограниченные оборонительные и наступательные параметры сделали их вклад практически бесполезным.

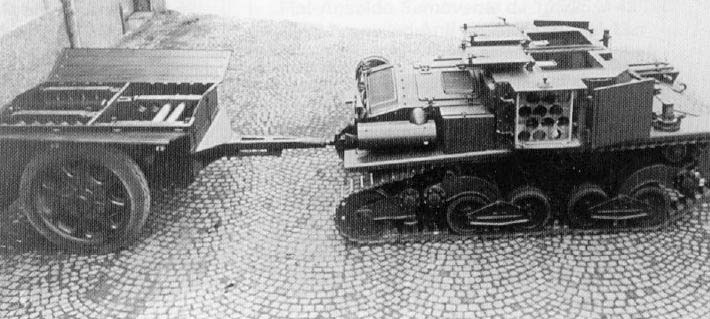
L6/40 без башни, в качестве подвозчика боеприпасов

Mark IV (той же серии) в основном оставался в учебных школах. Некоторые танки Mark V (той же серии) сражались во время французской кампании весной 1940 года, оказавшись совершенно неэффективными в бою.
По причине недоразвитости итальянской промышленности легкий танк L6/40 был основным танком итальянских войск, сражавшихся на Восточном фронте, где он воевал вместе с самоходкой Semovente da 47/32 на базе L6/40. Опыт применения танка показал, что хотя он был лучше танкеток, которые были распространены в итальянской армии, к моменту своего появления он уже полностью устарел. Сравнительно низкий силуэт машины делал её полезной для разведки, однако из-за отсутствия подходящего среднего танка, L6/40 часто использовали в боевых целях, для которых он был непригоден.

## Галерея

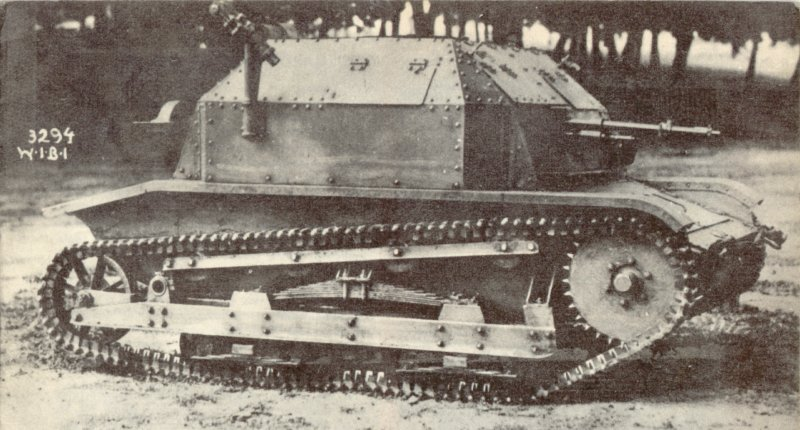
ТК-3, Польша. Macca — 2.34 т.
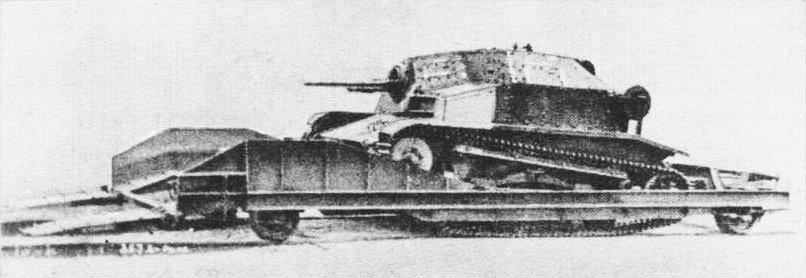
Бронедрезина типа TKS, Польша
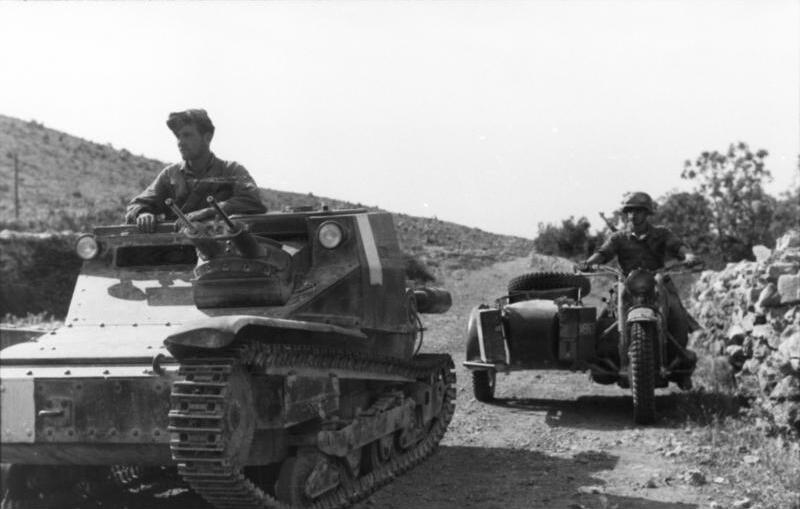
Carro CV 35, Италия, 1930-е
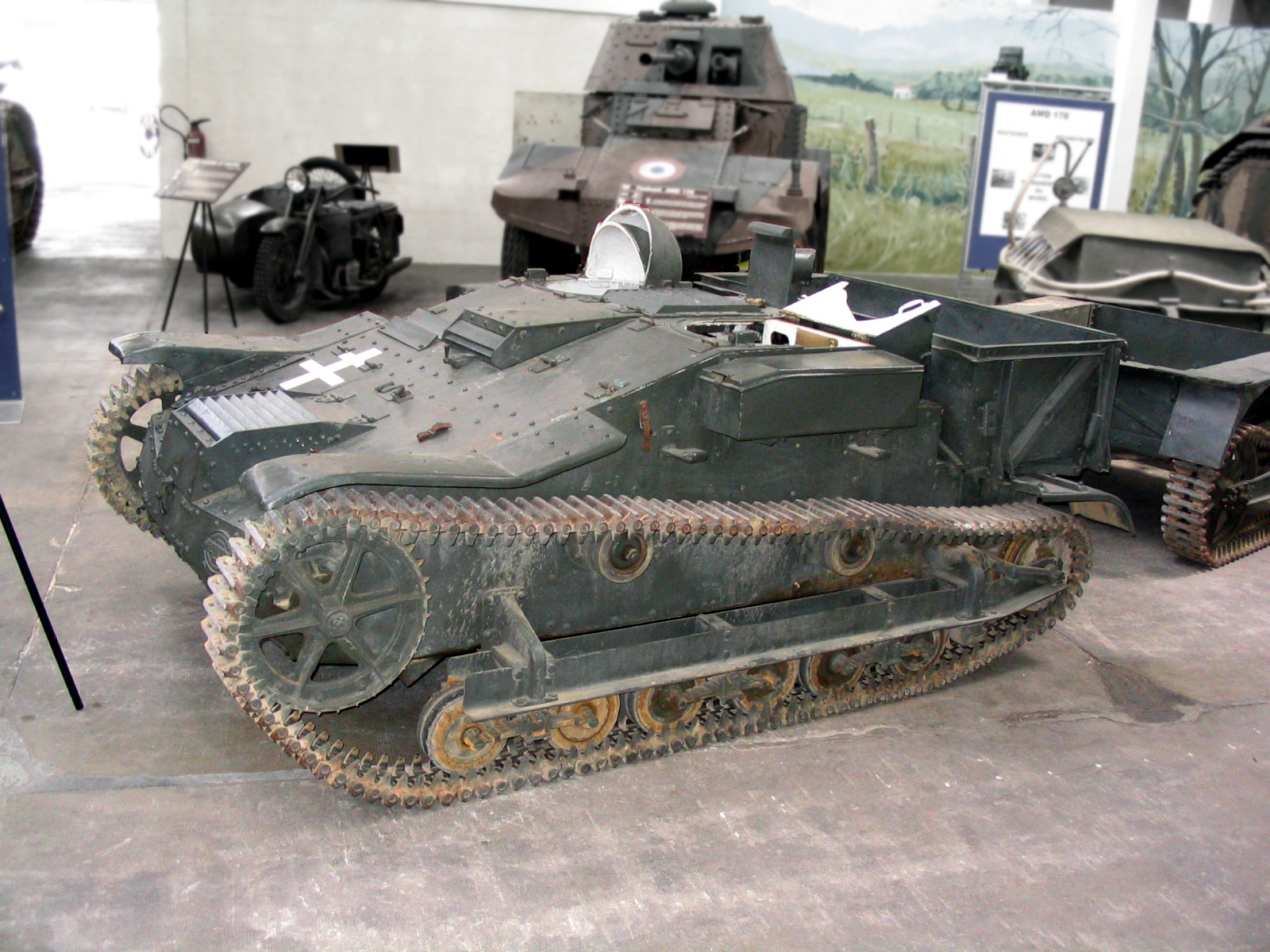
Renault 31R, Франция, 1930-е
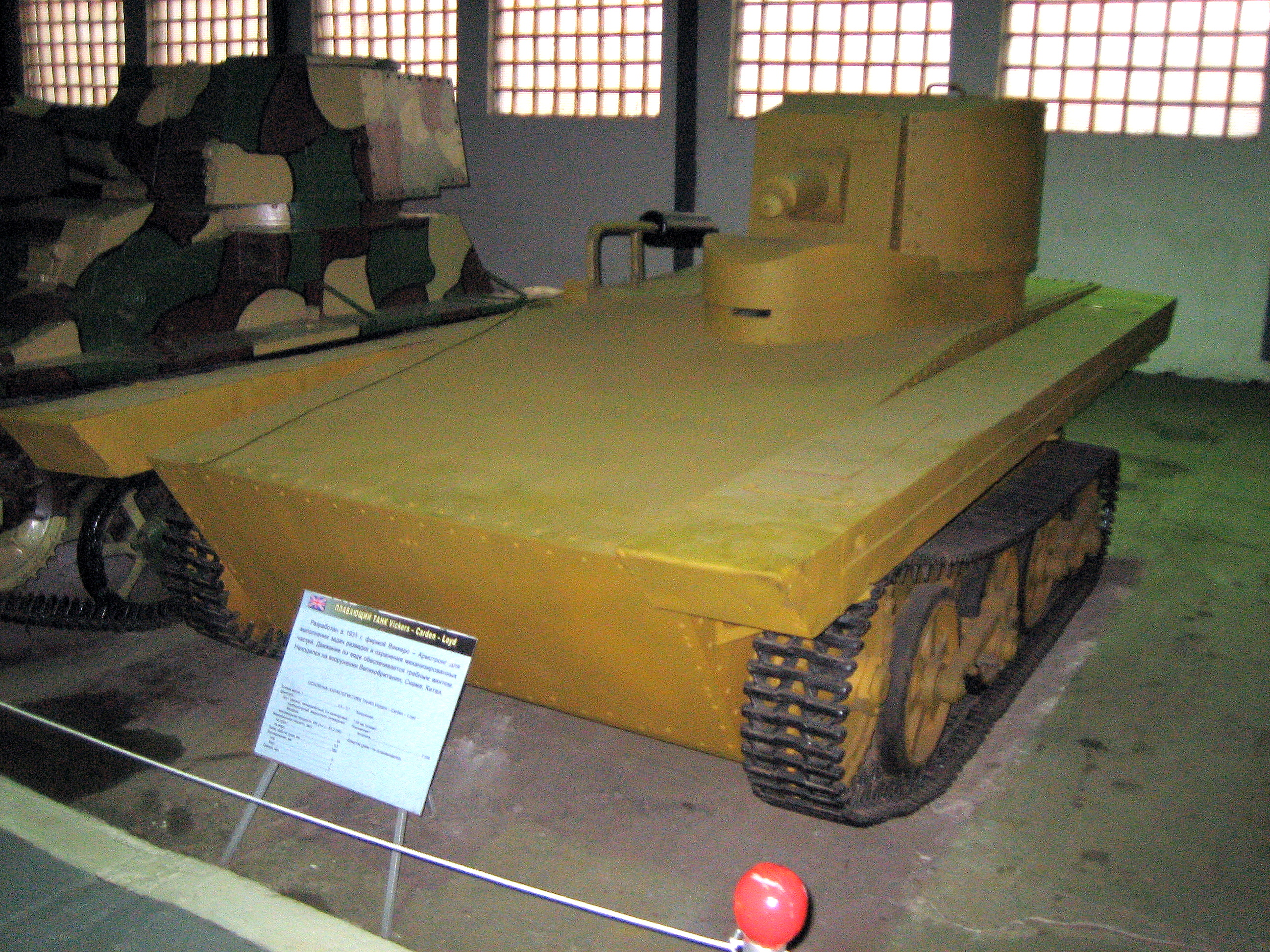
Плавающий танк Vickers-Carden-Loyd. Бронетанковый музей, Кубинка.
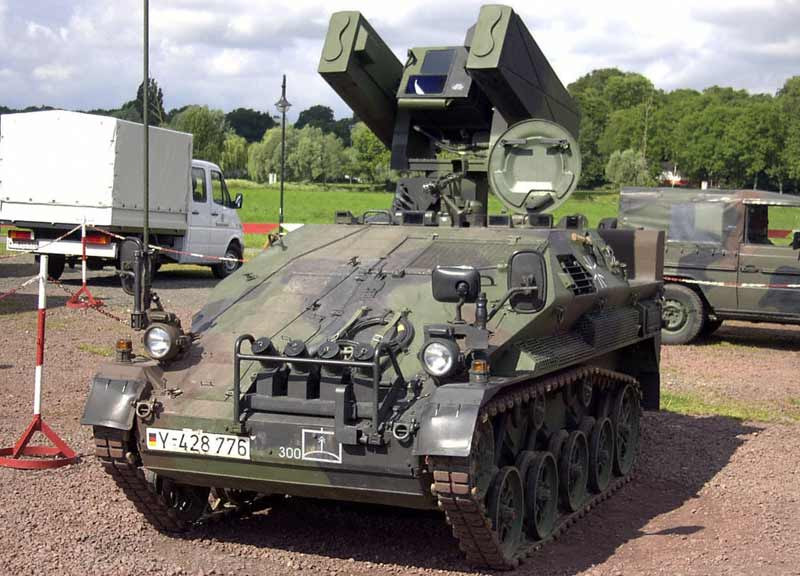
Wiesel 2, Германия. (Версия Ozelot для противовоздушной защиты, 1980-е.)

## Схожая техника

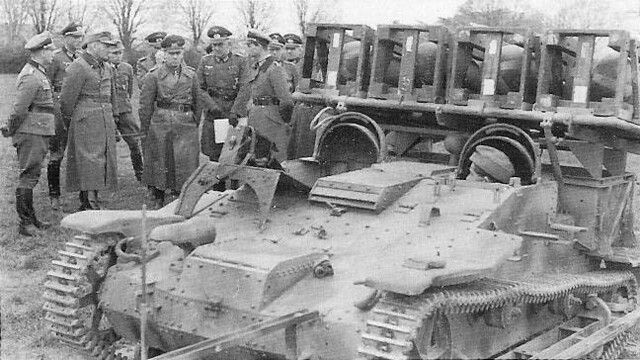
Немецкая модификация танкетки Рено UE в РСЗО: Selbstfahrlafette für 28/32 cm Wurfrahmen auf Infanterie-Schlepper UE (f)

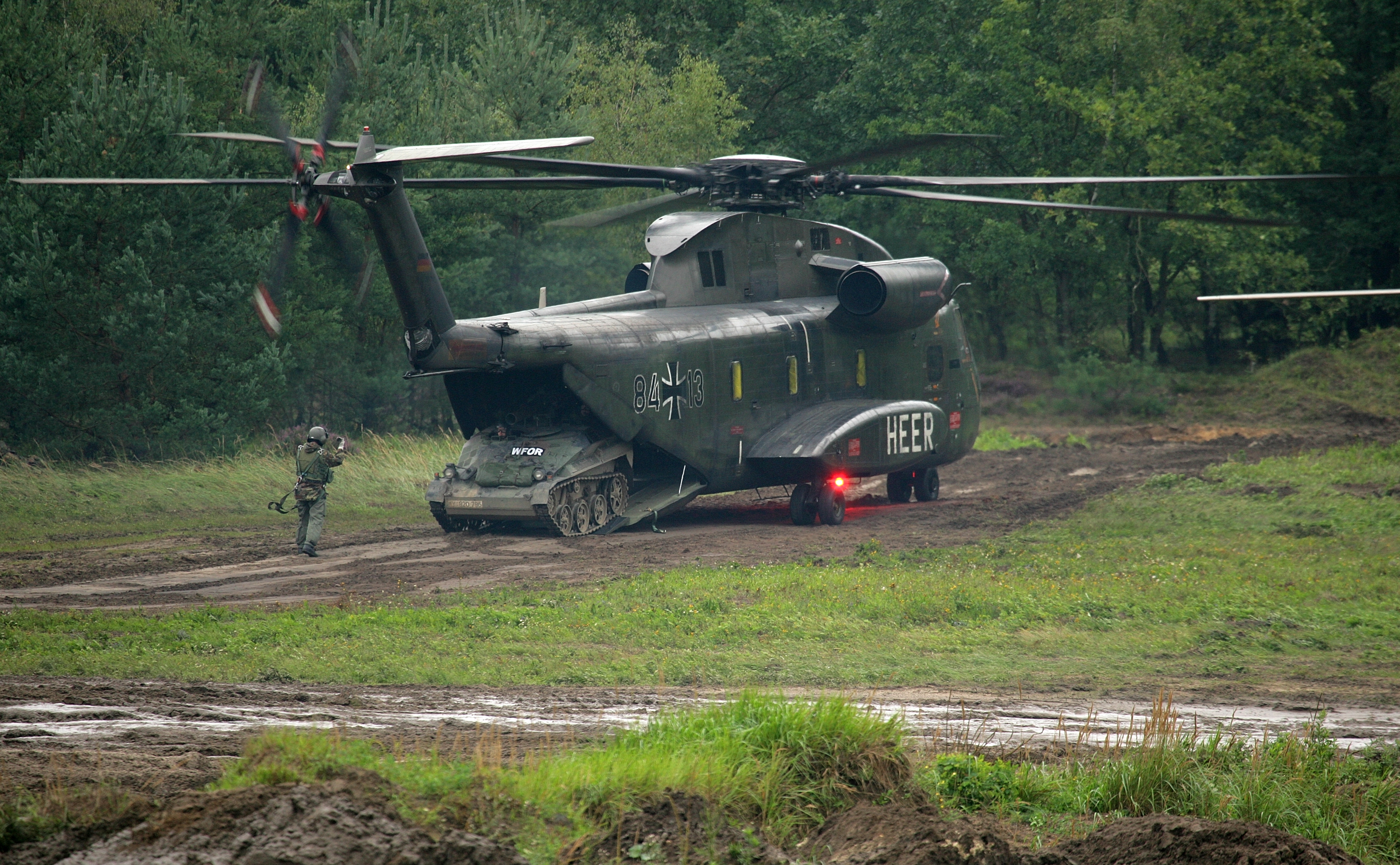
Демонстрация потенциала концепции лёгкой ББМ — высадка машины Wiesel с борта транспортного вертолёта CH-53G (Нормальная грузоподъёмность: 3629 кг.) на военном полигоне.

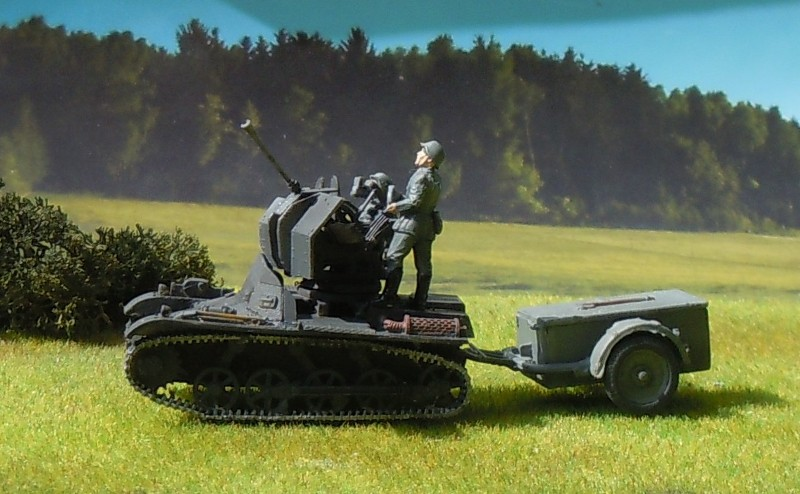
Flakpanzer I. Боевая масса: 5,5 т.

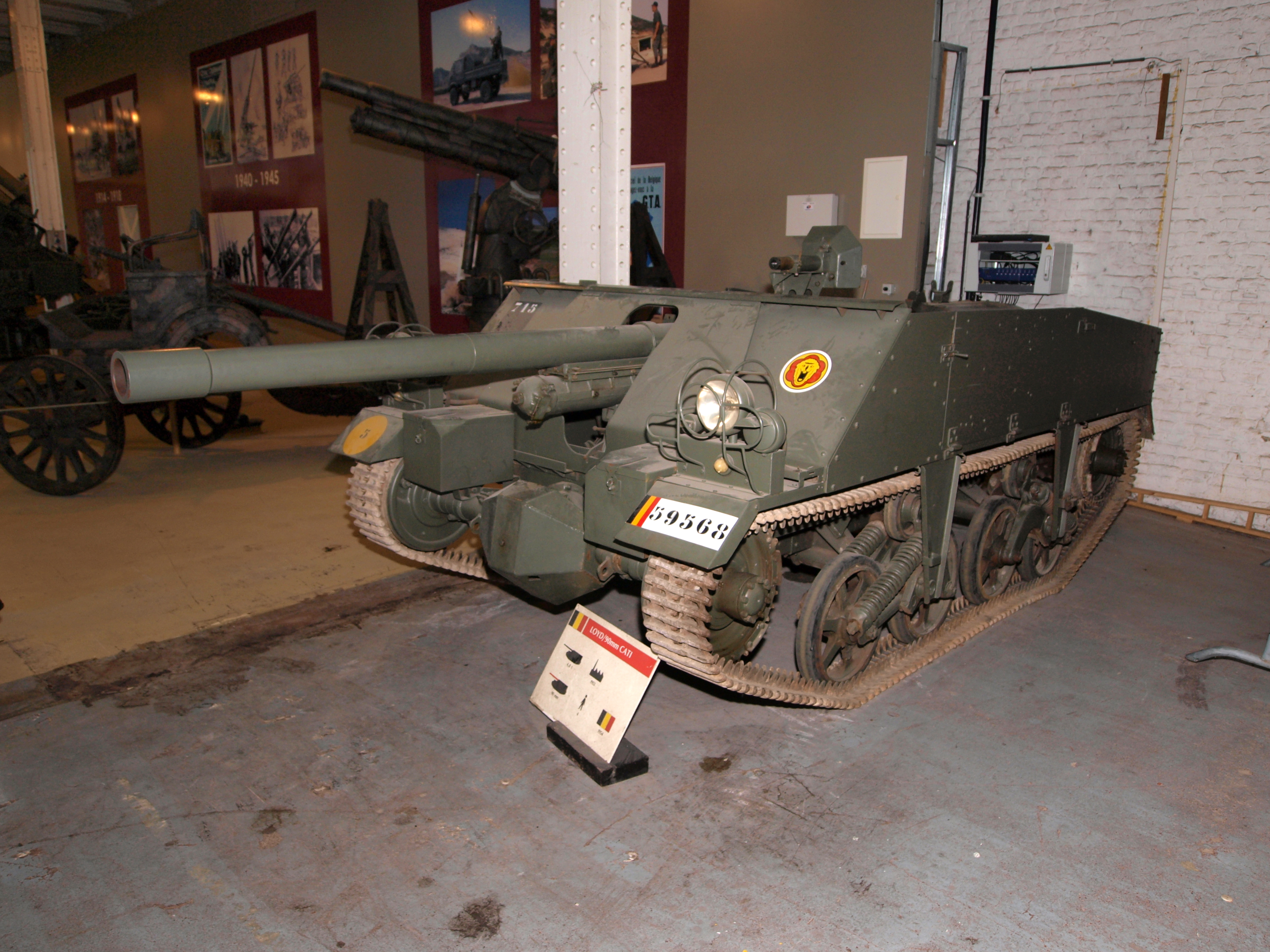
Бельгийский CATI 90 выставлен в Королевском военном музее Брюсселя (2010 г.)

Хотя концепция танкетки как именно миниатюрного танка (то есть боевой машины предназначенной для фронтальной атаки) всегда была спорной, техника со схожими массогабаритными характеристиками но имеющая иную классификацию разрабатывалась и применялась практически со времен Первой Мировой войны и до современности.
- САУ «Арсеналец» — представляла собой 45-мм пушку, размещённую на гусеничном шасси оригинальной конструкции. Из-за отказа от размещения в конструкции САУ мест боевого расчёта и механика-водителя, метрические размеры установки были весьма компактны.
- Т-20 «Комсомолец» — тягачи «Комсомолец» иногда использовались, как пулемётные танкетки для борьбы с пехотой.
- T-13 — бельгийский истребитель танков 1930-х годов массой 4.5/5 тонн. Разработан и производился компанией Vickers, некоторое число машин было произведено на заводах компаний Miesse и Familleheureux. Было произведено около 300 машин. Представлял собой бронированный артиллерийский тягач (трактор) оснащенный 47-мм противотанковой пушкой, а затем и пушечной башней. По соображениям осторожности и дабы не провоцировать Германию такие слова как «танк» или «бронетанковое/механизированное подразделение» никогда не использовались в официальных обозначениях подразделений, предпочтение отдавалось названиям: «бронированный/гусеничный автомобиль» и «кавалерия».
- Танкетка-торпеда- Конструктивно представляет собой небольшую, дистанционно управляемую, невооружённую беспилотную гусеничную машину, схожую с танкеткой.
- Renault UE 57, или 6-pdr Renault UE — прототип истребителя танков на базе французского бронетранспортёра-тягача, сконструированный на территории Великобритании силами Свободной Франции. Боевая масса: 2,64 т.
- ОСУ-76- Боевая масса: 4,2 т.
- САУ на базе БТР Universal Carrier- Британский БТР Universal Carrier возможно был наиболее многотиражным БТР времен ВМВ и поэтому не удивительно что на его базе было разработано множество вариантов самоходных артиллерийских машин.
  - 3 inch Mortar Carrier (Aust) — самоходный 76,2 мм миномёт (выпускался в Австралии)
  - 2-pounder Anti-tank Gun Carrier (Aust) — Universal Carrier, вооружённый британским 40-мм орудием QF 2 pounder (выпускался в Австралии)
  - 3.7 cm PAK 35/36 auf Sfl. Bren (e) — 37-мм противотанковая пушка обр. 1935/36 года на шасси Universal Carrier[26], некоторое количество изготовлено в 1941 году[27]
- АСУ-57-самоходная авиадесантная плавающая артиллерийская установка АСУ-57 массой 3,4 т, была оснащена 57-мм орудием, и защищена алюминиевой броней толщиной 6 мм. В 1949 году в Советском Союзе спроектировали и построили опытный образец, затем к 1951 году они были приняты на вооружение и запущены в производство серийно. Эти машины находились на вооружении более 30 лет, пока их полностью не заменила более тяжелая самоходная авиадесантная техника.[28][29]. Как и другие легкие танки, АСУ-57О были ли бы очень слабы в бою против бронетехники противника, но все же они считались удачными образцами, потому что они обеспечивали десантникам жизненно важную поддержку артиллерийским огнем. На базе АСУ-57 создавалась плавающая САУ «Объект 574» или АСУ-57П, отличавшаяся прежде всего увеличенным водоизмещающим корпусом, форсированным двигателем и водоходным движителем в виде двух гребных винтов. С ноября 1952 по 1954 год были построены пять опытных образцов АСУ-57П. Узлы ходовой части этой машины использовались в бронированном тягаче (усиленный аналог танкетки) АТ-П)[30][31].
- CATI 90 (en:CATI 90): САУ на базе БТР — Британский БТР времен ВМВ Loyd Carrier существовал в нескольких вариантах. Наиболее важными из них были гусеничный БТР (построено около 1500 единиц) и гусеничный тягач, хотя были прототипы таких машин, как 2-фунтовый (речь идет о весе снаряда) истребитель танков или даже истребитель танков: 25-фунтовая самоходка. После войны Бельгийская компания MECAR проанализировала немецкую 80-мм противотанковую пушку низкого давления PAW 600 и разработала на её основе 90-мм орудие L/28, способное пробить 350-мм катаную гомогенную броню кумулятивными снарядами. В 1954 году это орудие было установлено на передней части Loyd Carrier, в результате чего появился 90-мм истребитель танков CATI (Canon Anti-Tank d’Infanterie Automoteur). Машины CATI специализированным подразделениям истребителей танков не передавались; вместо этого они поставлялись пехоте. Неизвестно, сколько этих машин было построено на самом деле, но часть из них прослужила с 1954 по 1963 год.[32]
- Wiesel — представляет собой легкую (боевая масса: 2,9 т) бронированную гусеничную платформу и существует в различных вариантах для целей разведки, огневой поддержки и как командирская машина. Используется в частности в ВДВ. Этот современный аналог танкетки классифицируется в Германии как «носитель оружия».
- PAV Badger — Машина позиционируемая как оружие спецподразделений полиции, по компоновке аналогичная танкетке. Масса 1360 кг, 122 см. в высоту и 81 см (32 дюйма- стандартный дверной проем) в ширину. Она вмещает одного человека, и она защищена баллистической сталью, усиленной кевларом и пуленепробиваемыми окнами из лексана. Машина предназначена в том числе и для въезда в помещения через дверной проем для проведений операций по захвату забаррикадированных террористами зданий.[33]

## См. также

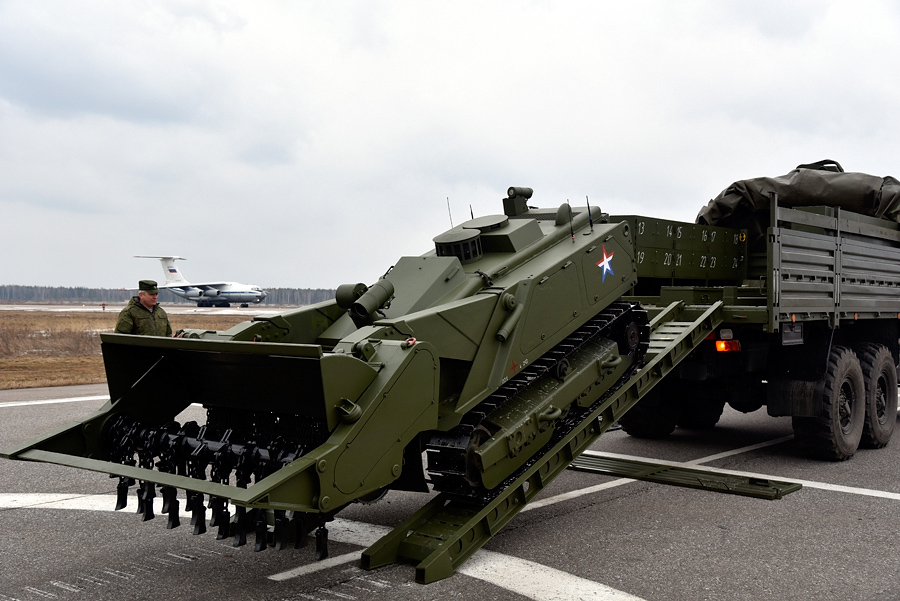
Боевой робот разминирования ВС России Уран-6
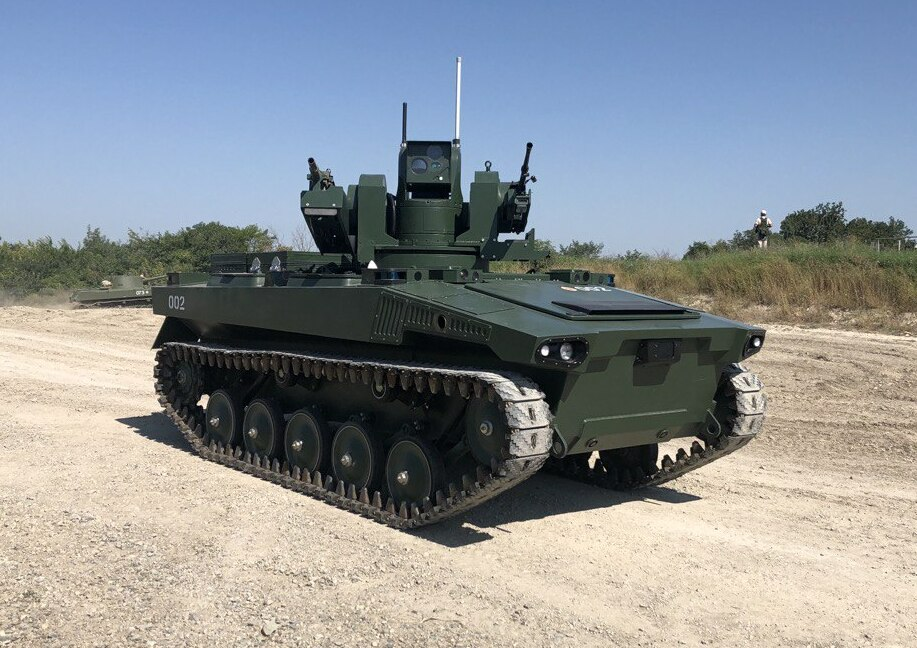
Робототехнический комплекс «Маркер»
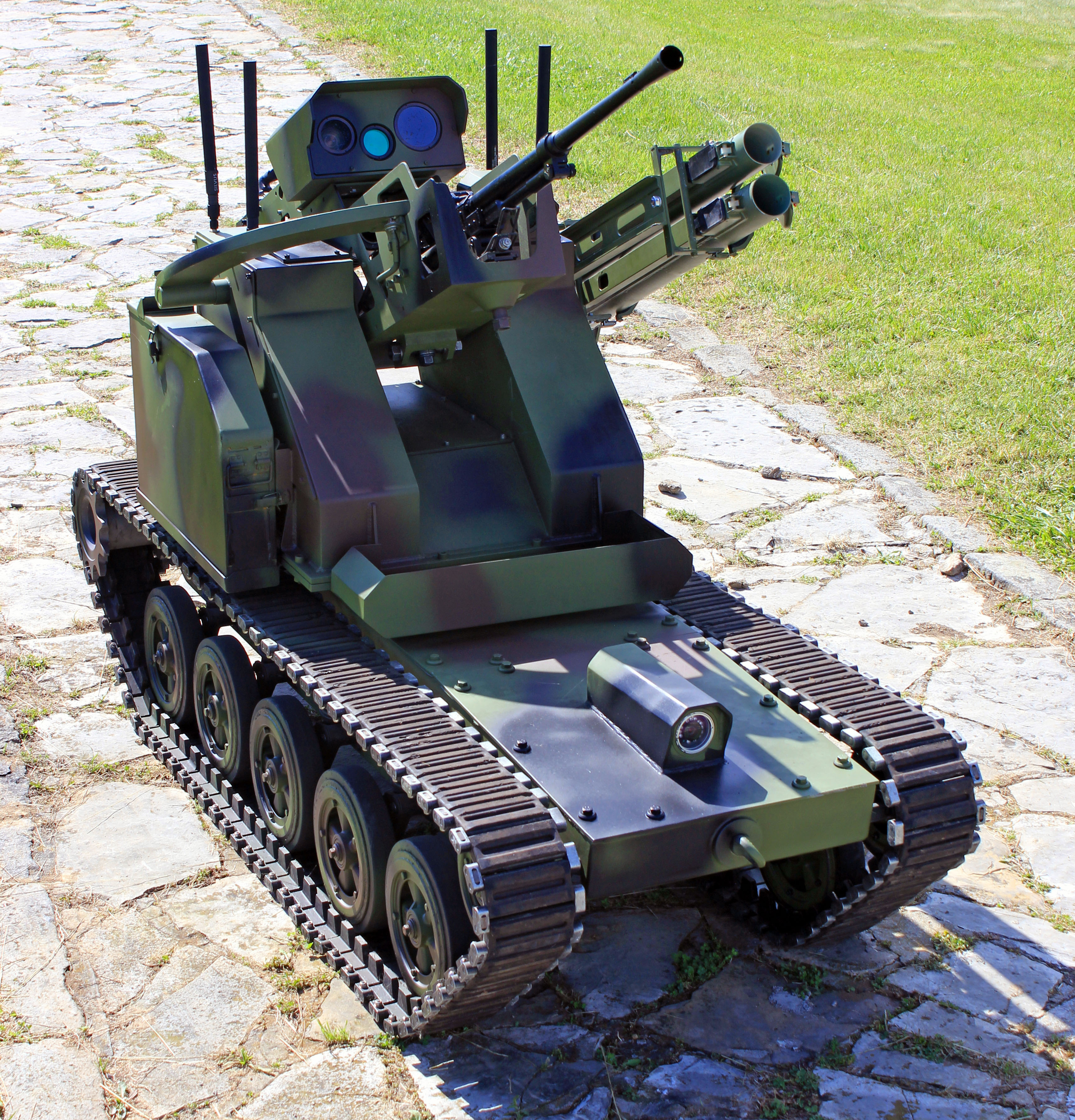
Милош (Miloš)-боевой робот с дополнительными гранатомётами M80 Zolja

## Видео
- https://www.youtube.com/watch?v=6JNy0ltovis
- https://www.youtube.com/watch?v=6_-RAxD2Ft8
- https://www.youtube.com/watch?v=Bb7vcCDv4mM
- https://www.youtube.com/watch?v=CI7rULkBrUc
- https://www.youtube.com/watch?v=7Tj7LxsOnXU
- https://www.youtube.com/watch?v=QY5khXqSM_0
- https://www.youtube.com/watch?v=8dKE8SZXthQ
- 1940 Italian Carro Gettaponte and L.3 (Carro Veloce 3/35)Tankette